# Ялта
Я́лта (укр. Ялта, крымскотат. Ялта / Yalta, греч. Γιάλτα) — курортный и портовый город на Южном берегу Крыма.
Различают собственно город и так называемую Большую Ялту — территорию протяжённостью более 70 км, включающую Ялту (административный центр), Алупку и несколько посёлков. Большая Ялта простирается от Фороса на западе до Краснокаменки на востоке. Административно Большую Ялту составляет городской округ Ялта (Ялтинский горсовет).

## Этимология
По наиболее распространённой версии, название города происходит от греч. γιαλος (ялос) — «берег», однако существуют гипотезы, что название города имеет тюркское происхождение, имеющее в своей основе искажённое первоначальное греческое название. По оценке Е. М. Поспелова, название местности установилось по наименованию владевшего ей тюркского рода ялтан или ялатар. В более поздних источниках упоминается как Галита, Джалита, Каулита, Геалита, Эталита, но примерно с XVI века устанавливается близкая к исходному названию форма Ялта. С крымскотатарского языка переводится как «на берегу».

## Физико-географическая характеристика

### Географическое положение и границы
Ялта находится на юге Крымского полуострова на берегу Ялтинского залива Чёрного моря.
В южной части Крымского полуострова высятся Крымские горы. Они представляют собой сложное сочетание небольших горных хребтов, скалистых гребней и котловин. Ялта раскинулась на трёх холмах на берегу моря в долинах двух горных речек карстового происхождения — Учан-Су (Водопадной) и Дерекойки (Быстрой). Ялта находится в просторном природном «амфитеатре» — с суши город окружён полукольцом гор: к северу и северо-западу проходит Ялтинская яйла с горами Кемаль-Эгерек (1530 м), Джады-Бурун (1423 м), Лапата (1406 м), Эндек (1358 м) и другими; к северо-востоку от неё отходит отрог Никитской яйлы с вершиной Авинда (1473 м), постепенно понижаясь к морю, он заканчивается мысом Никитским (Марьян); к западу и юго-западу от Ялты высится конусообразная гора Могаби (804 м), южный склон её заканчивается у моря мысом Ай-Тодор, а также Ай-Петринская яйла с горами Рока (1349 м) и Ай-Петри (1234 м). В самом городе возвышается холм Дарсан, а рядом — Холм Славы. Дальше, за холмами, начинается отрог Иограф.
В Большой Ялте создано множество парков, самые известные из них — Ливадийский и Воронцовский. В Ливадийском парке также начинается известная прогулочная Царская тропа. Привлекают внимание туристов Боткинская тропа, ведущая из Ялты до скалы Ставри-Кая, и Штангеевская тропа, поднимающаяся от водопада Учан-Су на Ай-Петринскую яйлу. Примечательны для гостей города также парки Харакский, Гурзуфский, Кипарисный, Мисхорский, Массандровский, Форосский и Приморский (в самой Ялте), Нижняя Ореанда, Мелас и Чаир, которые создавались на основе природы южнобережного леса с широким использованием иностранных декоративных растений.
На территории Большой Ялты находится Ялтинский горно-лесной природный заповедник.

### Природные ресурсы
Среди всех ресурсов Ялты самую важную роль играют рекреационные. Важным лечебно-климатическим ресурсом Большой Ялты являются заповедники: Ялтинский горно-лесной (площадь 14,5 тыс. га), «Мыс Мартьян» (площадь 240 га), Крымский природный (площадь 34,5 тыс. га). Велико значение памятников садово-паркового искусства государственного и местного значения (415 га), местных парков и скверов (1472 га). Самыми большими парками Ялты являются Массандровский, Ливадийский, Мисхорский, Алупкинский.

### Климат
Ялта расположена приблизительно на одной географической широте с известными итальянскими городами Генуей и Равенной. Город находится в центре Южного берега Крыма и является одним из самых тёплых мест полуострова. Солнце светит здесь в среднем 2250 часов в году — это примерно столько же сколько в Сочи. Климат Ялты — средиземноморский до высоты 300 метров над уровнем моря; выше этого уровня среднеянварские температуры опускаются ниже 2 °C и растительность постепенно теряет свой субтропический характер. Характеризуется мягкой и дождливой зимой, прохладной весной, жарким и длительным летом и долгой тёплой осенью. Самую важную роль играет сочетание тёплого, незамерзающего моря и Крымских гор, которые поднимаются стеной на пути холодных ветров. Влажность воздуха в Ялте невысока (в среднем 70 %), что определяет характер растительности и отражается на лечебном профиле курорта. Среднегодовое количество осадков — 609 мм. Средняя скорость ветра = 1,9 м/с. По зоне морозостойкости USDA Ялта держится в зоне 9b — 9а, но микроклимат из-за рельефа может меняться от района к району. Среднегодовая температура = +13,8 °C. Средняя температура июля +25,2 °C, августа +25,7 °C, средняя температура января +4,8 °C, в морозные зимы, при вторжении холодного арктического циклона или сибирского антициклона температура может снижаться до −10 °C и ниже. В то же время нередко бывают даже в январе по-настоящему тёплые, солнечные дни, когда термометр показывает +20 °C. Январь 2006 года был аномально холодным для Ялты: температура опускалась до −10,2 °C.
| Показатель                                      | Янв.  | Фев.  | Март | Апр. | Май  | Июнь | Июль | Авг. | Сен. | Окт. | Нояб. | Дек. | Год   |
| ----------------------------------------------- | ----- | ----- | ---- | ---- | ---- | ---- | ---- | ---- | ---- | ---- | ----- | ---- | ----- |
| Абсолютный максимум, °C                         | 17,8  | 20,2  | 27,8 | 28,5 | 33   | 35   | 39,1 | 39,1 | 33,2 | 31,5 | 25,2  | 22,0 | 39,1  |
| Средний суточный максимум, °C                   | 7,1   | 7,1   | 9,5  | 14,4 | 19,8 | 24,7 | 28,2 | 28,4 | 23,4 | 17,8 | 12,4  | 8,6  | 16,8  |
| Средняя температура, °C                         | 4,4   | 4     | 6,1  | 10,7 | 15,8 | 20,6 | 24,1 | 24,1 | 19,3 | 14,2 | 9,2   | 5,9  | 13,2  |
| Средний суточный минимум, °C                    | 2,3   | 1,6   | 3,5  | 7,7  | 12,6 | 17,2 | 20,5 | 20,5 | 15,9 | 11,2 | 6,7   | 3,7  | 10,3  |
| Абсолютный минимум, °C                          | −12,2 | −12,3 | −7,3 | −3,8 | 2,8  | 7,8  | 12,2 | 8,9  | 3,9  | −1,1 | −8,9  | −7,4 | −12,3 |
| Норма осадков, мм                               | 76    | 60    | 51   | 33   | 34   | 36   | 31   | 46   | 41   | 53   | 68    | 83   | 612   |
| Температура воды, °C                            | 10    | 9     | 9    | 11   | 17   | 22   | 25   | 26   | 23   | 18   | 14    | 11   | 16    |
| Источник: Погода и климат, Туристический портал |       |       |      |      |      |      |      |      |      |      |       |      |       |

### Пляжи

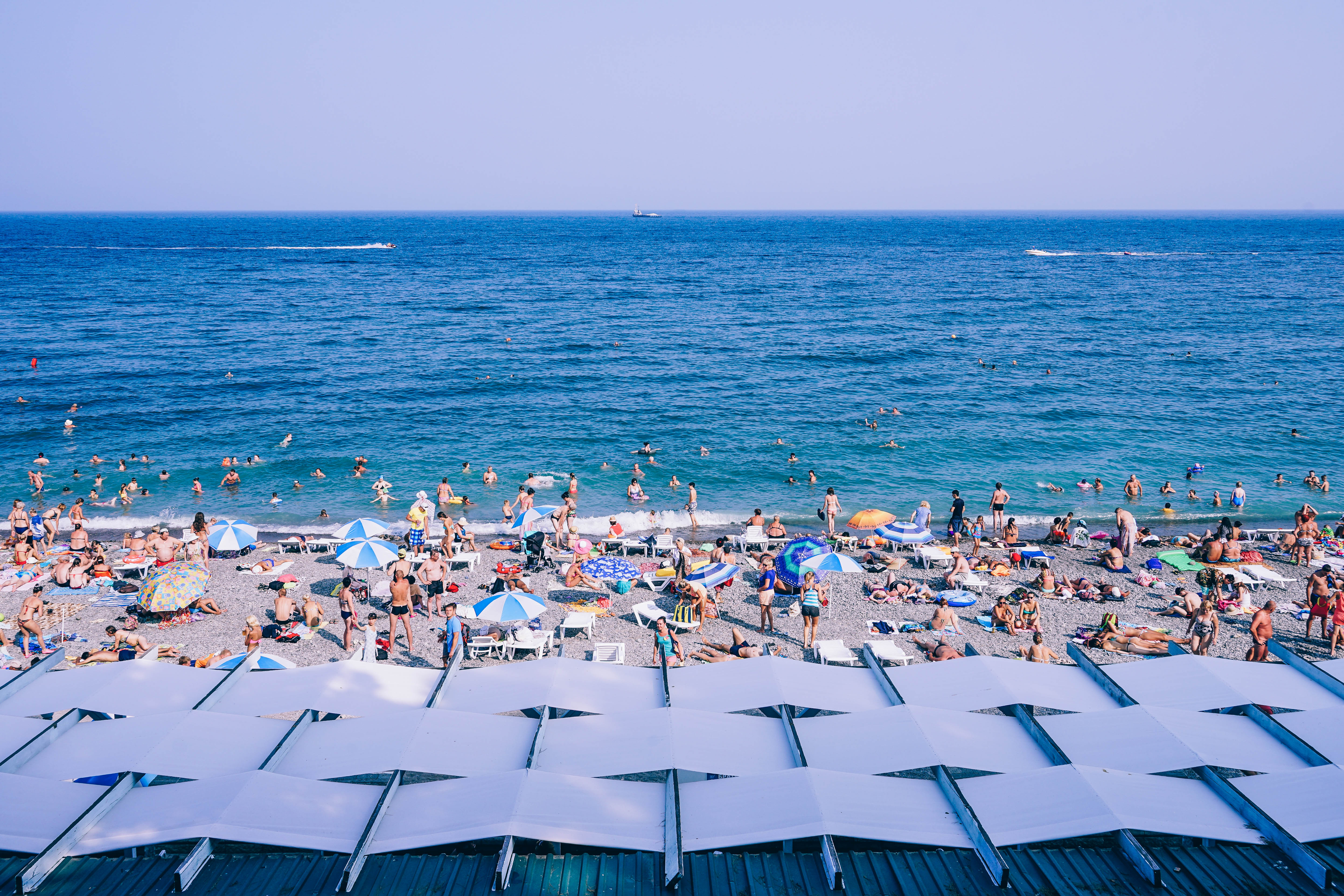
Ялтинский пляж

Пляжи Ялты, созданные природой, постепенно разрушались из-за сильных оползней. Лишь ближе к середине 20 столетия люди взялись остановить оползни и создать красивые, удобные пляжи. Были возведены подпорные стены, уравновесившие нагрузку склонов; в морском дне были вырыты траншеи, которые засыпали камнем. Плавучими кранами были установлены стотонные буны, между которыми легли миллионы кубометров щебня. Отшлифовав его, море завершило труд строителей. Искусственные пляжи создаются теперь даже в тех местах, которые совсем недавно считались совершенно неприспособленными для купания. Сейчас по обеим сторонам Ялты, с запада и с востока, место неуютных оползневых обрывов заняли опрятные пляжи.
По состоянию на осень 2014 года практически все пляжи глубоководные, галечные, не совсем удобные для купания маленьких детей, но с очень чистой водой. Как правило, опорой для них служит бетонная набережная, в которую влиты бетонные волнорезы.
Также располагаются пляжи санаториев и пансионатов, которые сегодня также открыты для всех желающих. «Лечебный пляж», «Солнечный пляж», пляж «имени Мориса Тореза», пляж гостиницы «Ялта», пляж санатория «Горный», пляж санатория «Ай-Петри». Пляж отеля «Левант» в Приморском парке, который находится рядом с минеральным источником «Бювет». Пляжи Ялты разделены бунами.
Отдельное место также занимают крошечные пляжи, образованные из выступов на набережной. На маленьких территориях нет возможности предоставлять высокий уровень сервиса, однако везде, где можно, насыпана галька, и в «высокий» сезон все они, как правило, переполнены отдыхающими.
Почти все пляжи Ялты имеют высокий уровень сервиса, оборудованы туалетами, душами, множеством торговых точек, кафе и даже массажными кабинетами. Практически везде предлагаются водные аттракционы, аренда лежаков, зонтиков и даже водного транспорта. В то же время пляжи Крыма имеют и немало минусов — частая неблагоустроенность, наличие мусора, слишком высокая заполняемость отдыхающими (то есть нехватка самих пляжей). По всем этим параметрам пляжи Ялты уступают европейским и многим другим. Протяжённость пляжей Большой Ялты — 59 км, их площадь — 600 тыс. м².
Престижную мировую премию «Голубой флаг» в Ялте в разные года получали: «Массандровский пляж» — самый благоустроенный и чистый пляж, первый в СНГ обладатель данной награды пляж гостиницы «Ялта-Интурист», а также пляж санатория «Ливадия». «Массандровский пляж» в 2012 году получил премию «Голубой флаг» в третий раз.

### Флора и фауна

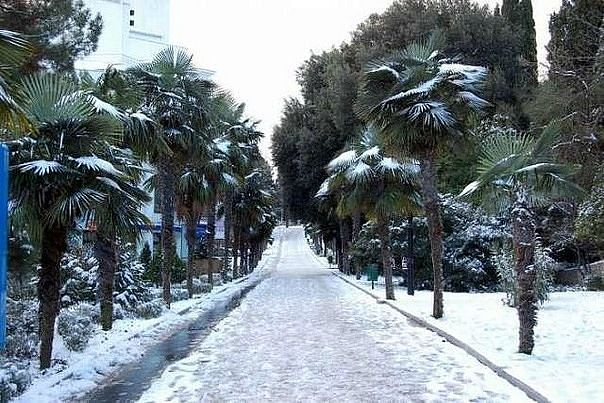
Пальмы в Ялте, покрытые снегом

Всего на территории Ялтинского заповедника произрастает около 2000 видов растений. Склоны Ялты покрыты можжевелово-дубовыми лесами и кустарниковыми зарослями умеренно-субтропического характера. Обилие как местных, так и иноземных видов вечнозелёных растений делает леса привлекательными во все времена года. Основу их составляют сосна обыкновенная (растёт на яйле) и сосна крымская (растёт ниже), но наряду с ними встречаются: можжевельник, дуб, клён Стевена, дуб пушистый, дуб скальный, осина, бук, кедр, граб, берест, кизил, тис, рябина, груша а также немало других деревьев и кустарников. К растениям-экзотам относятся и столь привычные для ЮБК: кипарис, магнолия, глициния, веерная пальма, иглица, ленкоранская акация, лавр благородный, ясень, скумпия, пихта, платан, инжир, гранатник, агава, опунция. Флора горного Крыма имеет 672 вида и 472 рода, общих с флорой острова Корсика. К средиземноморским видам относятся можжевельник высокий, сосна крымская, дуб пушистый, дикая фисташка, земляничник мелкоплодный и многие другие. Многие из средиземноморских растений одичали и распространяются самостоятельно. В Ялте красивые леса, урочища, ущелья в верховьях рек (Уч-Кош, Кизил-Кая и др.).
Особенность крымской флоры также в её насыщенности пришлыми видами растений и в непрерывной вегетации многих растений, когда за последними цветами осени тотчас идут весенние. Зимой в можжевеловых лесах цветёт иглица, в январе зацветает галантус, в феврале подснежники, затем цветут миндаль, багряник, абрикосовые и персиковые деревья.
Южнобережные леса играют чрезвычайно важную почвозащитную и водоохранную роль, а потому объявлены заповедными. Естественный остаток (реликт) более древней средиземноморской растительности находится на мысе Мартьян. Это можжевеловая роща, с 1973 года являющаяся заповедником под названием «Мыс Мартьян». Обилием зелени отличается сам город Ялта, особенно его старая часть, которая с высоты птичьего полёта кажется сплошным зелёным парком со вкраплениями домов.
В Красную книгу России занесено 164 вида растений Крыма и в частности Ялты. Среди них такие виды ЮБК, как: можжевельник высокий, иглица подъязычная, земляничник мелкоплодный, тис ягодный, тюльпан двуцветковый, крокус узколистный, цикламен Кузнецова, пион тонколистный и другие. Наподобие Красной книги сегодня составляются списки редких и исчезающих экосистем, требующих особой охраны.
Фауна Южного берега Крыма носит островной характер и отличается близостью к средиземноморскому типу. На Южном берегу Крыма нет крупных животных. Преобладают типичные (для Крыма) представители животного мира: крымский благородный олень, косуля, горный баран-муфлон, каменная куница, барсук, белка-телеутка (завезена в 1947 году), дикий кабан, куница, ласка, лиса, заяц, ёж, землеройка, летучая мышь. Пресмыкающиеся немногочисленны — крупнее безногого желтопузика никто не встречается. Обитают только два вида ужей — водяной и обыкновенный. Изредка встречаются также другие пресмыкающиеся — желтобрюхий полоз, леопардовый полоз, крымский геккон медянка, но они не ядовиты. Южному берегу свойственна небольшая слабая ночная ящерица из семейства гекконов — «голопалый геккон Данилевского» (Gymnodactylus Danilewskii Str.). Она живёт в небольшом количестве в трещинах стен, погребов и подвалов. Из амфибий выделяются — зелёная жаба, древесная и съедобная лягушки, тритон.
Беспозвоночные в основном представлены средиземноморскими формами. Встречается немало цикад, богомолов, москитов, сколопендр, крымских скорпионов, эндемичных крымских жужелиц. Иногда можно встретить большого олеандрового бражника. В условиях ялтинского климата также живёт много вредителей, таких как: яблоневая плодожорка, шелкопряды, различные долгоносики. К вредителям виноградников принадлежат: виноградный плосконос, гроздевая листовёртка, крымский бескрылый кузнечик и другие. Птиц сравнительно мало, распространены горные овсянки, на склонах гнездятся стрижи, городские ласточки, синицы лазоревки, клесты, корольки, горные овсянки а также сокол-чеглок; на приморских скалах — колонии больших бакланов, реже клуш и чаек-хохотуний. Встречаются грифы.
Из-за сравнительно высокой концентрации в глубинных водах Чёрного моря сероводорода, вся жизнь моря в основном сосредоточена в верхних слоях воды. Летом у берега скапливаются медузы, такие как аурелия аурита, ризостома пульмо и другие. В Чёрном море известно 180 видов рыб, из них около
40 — промысловые. У берегов Ялты ловят: хамсу, кефаль, бычков, ставриду, камбалу, пеламиду, барабу́лю и других. Изредка встречаются морские петухи. В Чёрном море водится акула катран, но на людей она не нападает. Из млекопитающих у берегов можно увидеть дельфинов, которые относятся к зубатым китам. Живут они в открытом море, ходят косяками, избегают мелководья, не любят мутной воды. Из водных жителей также можно отметить пресноводного краба, водящегося под камнями в некоторых речках Крыма (например Учан-су). Также они живут под камнями на берегу моря. С 1966 года промысел дельфинов в Чёрном море запрещён.
В Чёрном море также произрастает более 200 видов различных водорослей — бурых, красных, зелёных, сине-зелёных.

## Экология
Экологическая ситуация Ялты характеризуются рядом проблем.
- Транспортная нагрузка на основные магистрали Ялты летом в дневное время составляет 900—1600 единиц в час. В зимнее время крупными источниками выбросов в атмосферу являются котельные, так как процесс их концентрации и модернизации очистных систем идёт медленно. Только в Ялте их насчитывается более 200: вдоль побережья и в низких местах город Алупка, Симеиз, Форос, Кореиз, Гаспра отмечается 3—7 кратное превышение ПДК[23].
- Максимальные концентрации окиси углерода на симферопольских автомагистралях достигают 6 ПДК, на ялтинских — 3,5 ПДК, что может быть связано с использованием некачественного топлива. В связи с неудовлетворительным решением вопросов охраны атмосферного воздуха, водоснабжения и канализации санэпидемслужбой Крыма было отклонено в 1998 году от согласования 36 из 308 рассмотренных проектов отвода земельных участков под строительство объектов (11,7 %), 64 проекта строительства из 395 представленных (16,2 %)[24].
- Удельный вес выбросов от автотранспорта, который составляет в Ялте (как и в Симферополе) до 90 % от суммарного количества[25].
- По данным специалистов от 23 декабря 2011 года, в Ялте почти вдвое превышает норму средняя концентрация бензпирена, что позволяет причислить Ялту к городам с плохим экологическим состоянием[26].
- В середине марта 2012 года Европейский банк реконструкции и развития выделил 10 млн гривен на модернизацию ялтинской канализации и недопущение сброса неочищенных стоков в Чёрное море[27]. Несмотря на это очистные сооружения Ялты по состоянию на июль 2013 года находятся в очень плохом состоянии. В связи с этим в воду у пляжей, прилежащих к зоне порта, включая Массандровский пляж, периодически попадают нечистоты.
- В апреле 2012 года была поднята проблема плохой уборки мусора с улиц Ялты. Поскольку власти не обеспечивают должный уровень уборки улиц, ялтинцам пришлось убирать мусор самостоятельно в течение нескольких субботников[28].
- В сентябре 2012 года к вопросу проведения субботников вернулись. Ялтинцы начнут убирать город по субботам начиная с октября 2012 года до приведения города в порядок[29].

## История

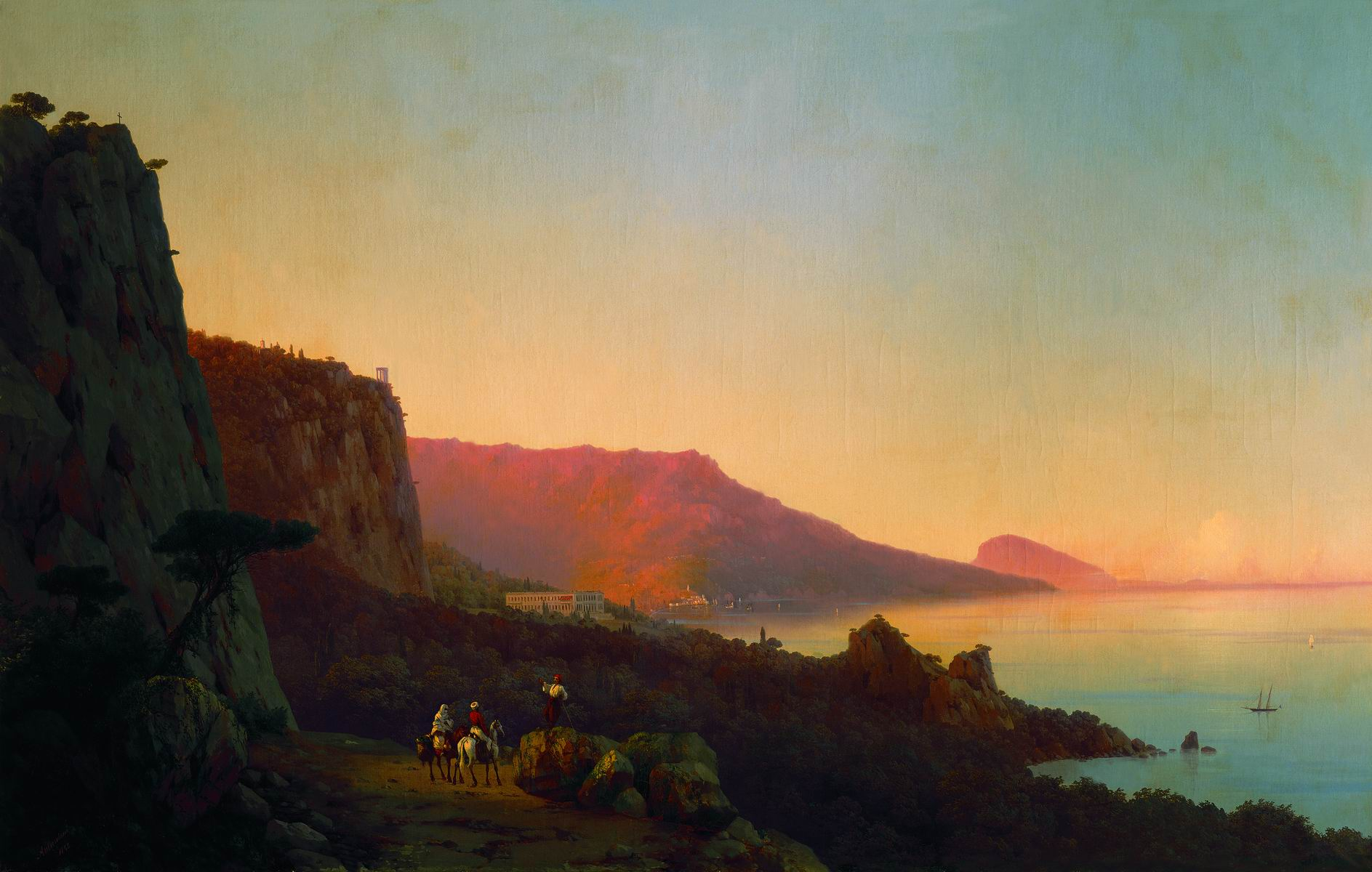
Вечер в Крыму. Ялта. И. К. Айвазовский. 1848

На окраине города и на Поликуровском холме, а также на горе Кошка, близ Симеиза, мысе Ай-Тодор, Аю-Даге и в других местах археологи нашли остатки поселений тавров — коренных жителей Крыма. Находки относятся примерно к VI—V векам до н. э. Тавры занимались пиратством, рыболовством, мотыжным земледелием, охотой и отгонным скотоводством, ведя полуоседлый образ жизни.
По легенде собственно Ялта была основана греческими мореплавателями, которые увидев после долгих скитаний берег (Ялос) так и назвали поселение Ялита (прибрежная). Возможно, что это поселение упоминается у античного грамматика III века Элия Иродиана под именем Ιαλυσος (Ялисос) в одном списке с Херсонесом. В дальнейшем на этом побережье поселились венецианские купцы, затем генуэзские. В документах и на картах XIV века Ялта именуется Ялитой, Каллитой, Гиалитой и Эталитой. Летом 1475 года территория Крыма, включая Ялту, была захвачена турками-османами. Южный берег (а также ряд других земель Крыма) вошли непосредственно в состав Османской империи, предгорье и степная часть были закреплены за вассалом Блистательной Порты — Крымским ханством. Во второй половине XV века Ялта была разрушена землетрясением. Только 70 лет спустя эту местность вновь заселили греки и армяне. Скорее всего, с той поры за поселением и закрепилось современное название.
По другой версии этимология слова берёт своё название из древнетюркского «ял»-отдых, и «тау»(даг)-гора. Что дословно можно перевести как «отдыхающая гора», «спящая гора».
Третья версия этимологии слова «ялта» от тюркского «Ял»- отдохни. «Ит» — делай. Называлась она в начале Ялита.
Ко времени присоединения Крыма к Российской империи в апреле 1783 года, в результате переселения христианского населения Крыма в Приазовье в 1778 году и массовой эмиграции крымских татар в Турцию Ялта практически обезлюдела и представляла собой маленькую рыбацкую деревню.

### XIX век

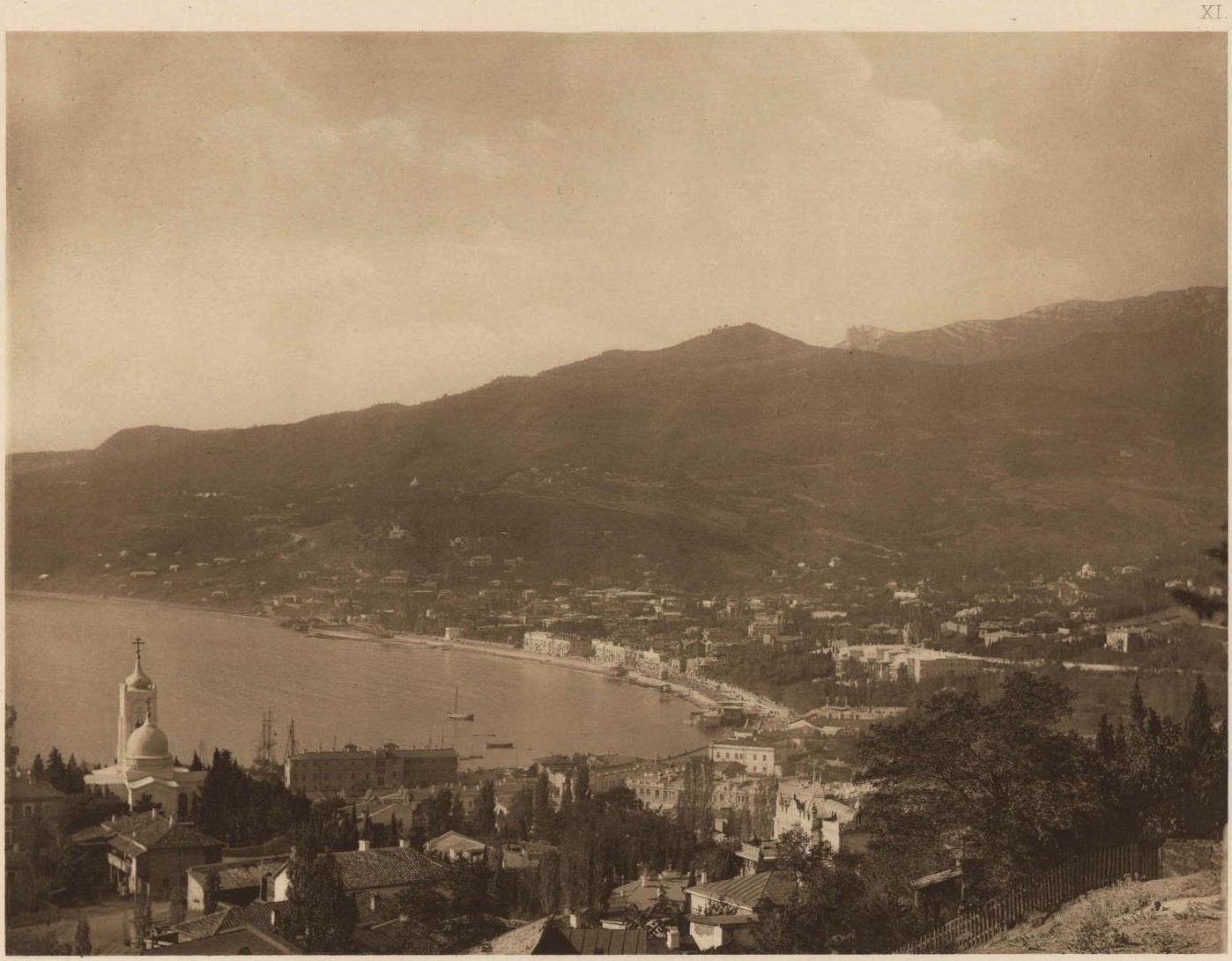
Вид на Ялту с горы. 1890-е гг.

В 1823 году граф М. С. Воронцов, являясь генерал-губернатором Новороссийского края, в состав которого входил тогда Крым, раздал в Ялте 200 десятин земли с условием строительства на этой земле и разведения садов, виноградников. На Южном берегу новые хозяева земель руками крепостных возводили роскошные дворцы, виллы, особняки, закладывали промышленные сады и виноградники, великолепные парки, которые и сегодня украшают Южнобережье: «Массандровский», «Алупкинский», «Гурзуфский», «Ливадийский» и другие. Район нуждался в некоем центре, и выбор пал на Ялту, несмотря на то, что это была на тот момент совсем крошечная деревня. Этот выбор диктовали характер местности, достаточное по тем временам количество пресной воды и удобная бухта. В 1838 году был образован Ялтинский уезд, Указом от 15 (27) апреля 1838 года Ялта получила статус города, но насчитывала тогда лишь 30 дворов и 130 жителей. В 1837 году построенная по приказу графа Воронцова гравийная дорога связала Ялту с Алуштой и Симферополем, а в 1848 году была построена дорога через Байдарские ворота на Севастополь. Ялта в то время ещё не имела морского порта. Мол, сооружённый в конце 1830-х годов, разрушил шторм. Пароходы останавливались на рейде и сообщались с берегом при помощи баркасов, подходивших к деревянной пристани — она стояла на якорях. Через несколько лет в Ялте был построен полноценный морской порт и причал, постепенно налаживалось морское сообщение.
После окончания Крымской войны город превращается в популярный курорт и быстро растёт. Профессор С. П. Боткин и особенно проживший в Ялте много лет доктор В. Н. Дмитриев дали чёткие медицинские рекомендации и обоснования в связи с целебными свойствами здешнего климата. Именно по этим причинам были построены Ливадийский и Массандровский дворцы по приказу императора Александра III. Император много болел, поэтому в 1890-х годах месяцами жил в Малом Ливадийском дворце, где и умер в октябре 1894 года.
Разворачивалось и частное строительство. В Кореизе появился дворец князя Юсупова, одного из богачей России, в Симеизе — графа Д. А. Милютина, Гурзуфом стал владеть тайный советник П. И. Губонин, в Мисхоре была возведена дача Нарышкина «Софиевка», в Гаспре — «Романтическая Александрия» князя Голицына, Нижняя Ореанда приглянулась великому князю Константину Николаевичу. В 1886 году по указанию императора Александра III разрабатывается новый проект на строительство мощного каменного мола и каботажной набережной. Первая очередь строительства завершилась в 1890 году, вторая — в 1903 году. Вторым важным проектом 1880-х годов была Набережная Ялты. В 1888—1898 годах построен новый водопровод. Строительство канализации началось в 1886 году.
В сентябре 1890 года князь Владимир Трубецкой подал заявку в городскую управу на строительство при его домовладении садовой беседки в греческом стиле с выходом на Пушкинский бульвар. Автором проекта беседки стал знаменитый архитектор Николай Краснов. В 2008 году в Ялте была произведена полная реставрация беседки, под руководством ялтинского архитектора А. А. Ткаченко.
К концу XIX века Ялта превратилась в достаточно известный курорт. «Престижности» в глазах помещичьей и чиновничьей публики способствовало и то, что, начиная с 1860-х годов, ближайший пригород Ялты — Ливадия становится южной резиденцией царской семьи.
Городское самоуправление
В 1870 году в Российской империи проведена городская реформа, в результате которой стали образовываться всесословные городские учреждения местного самоуправления — городские думы и управы. Осенью 1871 года в Ялте прошли первые выборы в городскую думу. Гласные думы первым городским головой избрали камергера, действительного статского советника Сергея Павловича Галахова. По состоянию здоровья он часто отлучался из города на лечение и уже в апреле 1872 года подал заявление о сложении звания ялтинского городского головы. Однако большинство из 15 гласных городской думы проголосовали за продолжение его службы, но вскоре его обязанности всё-таки временно стал выполнять Христофор Лебеши. В октябре 1872 года городским головой избран двадцатидевятилетний титулярный советник Владимир Антонович Рыбицкий. В 1879 году на посту ялтинского градоначальника его сменил барон Андрей Людвигович фон Врангель (1824—1897) — брат генерала В. Л. Врангеля. В. А. Рыбицкий, на протяжении 43 лет состоявший гласным Ялтинской городской думы и в конце XIX века вместе со своей второй женой Еленой Ивановной (урождённой Айвазовской) за заслуги перед обществом причисленный к дворянскому сословию, ещё два срока исполнял должность городского головы Ялты — уже в XX веке: с 20 декабря 1907 года по 1914 года. После него градоначальником был Иван Антонович Думбадзе.

### XX век

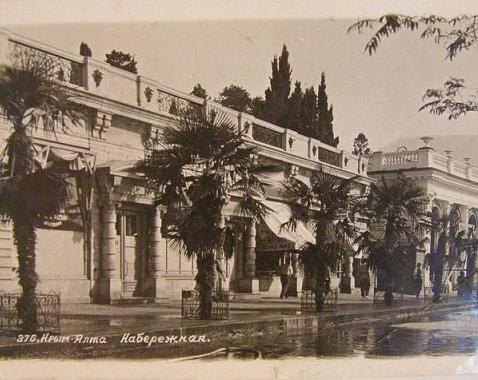
Набережная Ялты в 1930-х годах

С 1900 года городскую жизнь начинает освещать первая газета «Ялтинский листок», через 25 лет после выхода в свет первого номера газеты «Крымский листок» В 1904 году на 4 небольших фабрично-заводских предприятиях работало 55 рабочих, в 59 ремесленных — 620. В том же году сооружена электростанция (мощность её двигателей в 1910 году составляла 700 лошадиных сил). Ещё в 1870 году при Магарачском винном подвале начала работать энохимическая лаборатория. Под руководством известных виноделов А. П. Сербуленко, А. Е. Саломона, С. Ф. Охременко и М. А. Ховренко создавались эталоны высококачественных русских десертных вин. Накануне Первой мировой войны вступили в строй табачная фабрика, два известковых завода, три завода искусственных минеральных вод и льда. Транспортное обслуживание осуществляло агентство Русского общества пароходства и торговли. Местный флот состоял из двух небольших паровых катеров. Действовала почтово-телеграфная контора. Ежегодно в крупные земледельческие хозяйства Ялты и её окрестностей прибывало много батраков и «сезонников». Так, в 1900 году в городе зарегистрировано 3610 пришлых рабочих.
К 1915 году в городе работали платные курортные учреждения: 5 благотворительных санаториев на 169 коек, клиническая детская колония, приют на 24 места для больных туберкулёзом, 3 частных санатория, 14 гостиниц на 800 номеров, свыше 5 пансионов. В 1916 году открыт Ялтинский клинический туберкулёзный институт. В Ялте работали врачи Ф. Т. Штангеев, автор капитального труда «Лечение лёгочной чахотки в Ялте», за которую ему была присуждена степень доктора медицины.
К началу XX века в Ялте и Ялтинском регионе имели дачи и дворцы многие представители российской знати, в том числе члены императорской фамилии и сами монархи. В мае 1893 года Ялта была изъята из черты еврейской оседлости. К 1913 году территория города простиралась от Ливадии до Массандры, а население превысило 30 тыс. человек. Город делился на три части: средняя — между речками Дерекойка и Учан-Су — составляла так называемый «новый» город, справа был «старый» город, слева — Заречье Заречье с прилегающими к нему окраинами. Наиболее оживлённым, благоустроенным и привлекательным был «новый» город.
В 1910 году в Ялте имелось 1842 жилых строения (в том числе 1430 каменных). Протяжённость улиц составляла 32 версты, из них мощёных 0,4 версты. Центр города освещался фонарями. На трёх улицах были посажены деревья.
В 1911 году городские власти с целью получения дополнительных денежных средств на развитие Ялты заключают договор с Азовским банком и распространяют среди населения облигации займа на сумму 2,5 млн рублей. На эти деньги планировалось построить дополнительные сооружения городского водопровода, здание городского курзала, ванное и купальное заведения, горноклиматическую станцию. Но планам не суждено было сбыться. В жизнь города вмешалась резко изменившаяся политическая ситуация — война, революция, снова война и перемена политического устройства.
В 1914 году в городе работали две гимназии (основаны в 1876 году), коммерческое училище (при нём — курсы бухгалтерии) и девять низших учебных заведений, в том числе Аутская ремесленная школа (открыта в 1880 году). Работали двухгодичные высшие курсы садоводства и виноградарства. На всю Ялту имелись две читальни и четыре платных библиотеки, два клуба и народный дом, четыре синематографа. Театр с залом на 450 зрителей открылся в июле 1896 года. В 1915 году Ялта получила статус градоначальства (аналогичный статусу города центрального подчинения в современных России и Украине).
В 1920 году — во время Гражданской войны — после отступления Русской армии генерала Врангеля и занятия Крыма красными в Ялте большевики осуществляли массовые казни сдавшихся в плен белых офицеров и солдат, а также всех не успевших эвакуироваться противников революции. По данным некоторых источников в Ялте и окрестностях в течение 1920 года было убито несколько десятков тысяч человек. В 1921 году город даже переименовали в Красноармейск, но в 1922 году вернули прежнее название.
Основательно изменилось положение в Ялте после Февральской и Октябрьской революций и окончания Гражданской войны. В ноябре 1920 года в Крыму были ликвидированы остатки войск белогвардейцев, а месяц спустя В. И. Ленин подписал в Москве декрет «Об использовании Крыма для лечения трудящихся». Прекрасные дворцы и особняки должны были перейти в руки народа, имение царя в Ливадии стало формально крестьянским санаторием, что получило особенно большой отклик. Вскоре началось строительство новых здравниц. Первенец ялтинского курорта санаторий «Долоссы», возведённый в 1928 году, был построен в живописном сосновом лесу неподалёку от ущелья Уч-Кош (ущелье трёх гор). Был разработан генеральный план реконструкции Южнобережья. Однако разруха после гражданской войны, нищета и плохое состояние бюджета СССР не дали воплотиться множеству планов. Дворцы долгие годы пребывали в запустении (особенно Массандровский и Юсуповский, которые были вычеркнуты из списка достопримечательностей). Иностранный туризм на долгое время исчез, благоустройством городов никто не занимался. 20 февраля 1921 года был объявлен первый официальный советский курортный сезон для прибывших больных. В 1925 году в бывшем царском имении Ливадия был открыт первый крестьянский санаторий, а у подножия Медведь-горы был основан пионерский лагерь Артек.
Газета «Всесоюзная здравница», ныне «Крымская газета» была основана 6 июля 1934 года как орган Ялтинского горкома ВКП(б) и Ялтинского городского совета народных депутатов.
К началу 1940-х годов в Ялте и районе действовало 108 санаториев и домов отдыха почти на 14 тысяч мест, где ежегодно лечились и отдыхали около 120 тысяч человек. С 1921 по 1941 годы на Южнобережье поправили своё здоровье и отдохнули 3,5 миллиона человек.
Из Ялтинского порта 7 ноября 1941 года с эвакуируемыми жителями Ялты, раненными, партактивом вышел в последний рейс теплоход «Армения» . Его потопление немецкой авиацией привело к гибели, по разным оценкам, от 5 до 7 тыс. человек. В память о жертвах "Армении"открыта доска на Часовне Собора новомучеников и исповедников на набережной Ялты.
В период оккупации Крыма немецкими войсками (немцы вступили в Ялту 7 ноября 1941 г.) во время Великой Отечественной войны в городе действовало антинацистское подполье. В Ялте оккупантами было создано еврейское гетто, в которое согнали всё еврейское население города — 4500 человек. К 18 декабря 1941 года все они были расстреляны в районе Массандры. Всего в Ялте в период немецко-румынской оккупации было истреблено и насильно вывезено на принудительные работы в Германию 11 707 горожан.
В Ялтинском порту с мая 1942 года базировалось соединение итальянских торпедных катеров 4-я флотилия МАС под командованием капитан-лейтенанта Франческо Мембелли. Катер Д-3 под командованием будущего Героя Советского Союза Кочиева К. Г. потопил во время рейда 13 июня 1942 года на рейде Ялтинского порта сверхмалую итальянскую подводную лодку «СВ-5».
C 1941 по 1944 год Ялта подвергалась обстрелам советского Черноморского флота и бомбардировкам авиации. 7 ноября 1943 года бойцы группы Антона Мицко подняли над Ялтой красный флаг. Кроме городских подпольщиков действовал Ялтинский (10-й) отряд Южного соединения крымских партизан, который вместе с частями Красной Армии освобождал в апреле 1944-го саму Ялту.
16 апреля 1944 года освобождён от германских войск советскими войсками Отдельной Приморской армии и отрядами 7-й бригадой Южного соединения партизан Крыма в ходе Крымской операции. Первым в город ворвался 323-й гвардейский стрелковый полк 128-й горнострелковой дивизии под командованием гвардии подполковника Джалила Наджабова. Командир 7-й бригады Л. А. Вихман и командир 323-го стрелкового полка Дж. Б. Наджабов — почётные граждане Ялты. 323-му стрелковому полку за освобождение Ялты было присвоено наименование «Ялтинский».

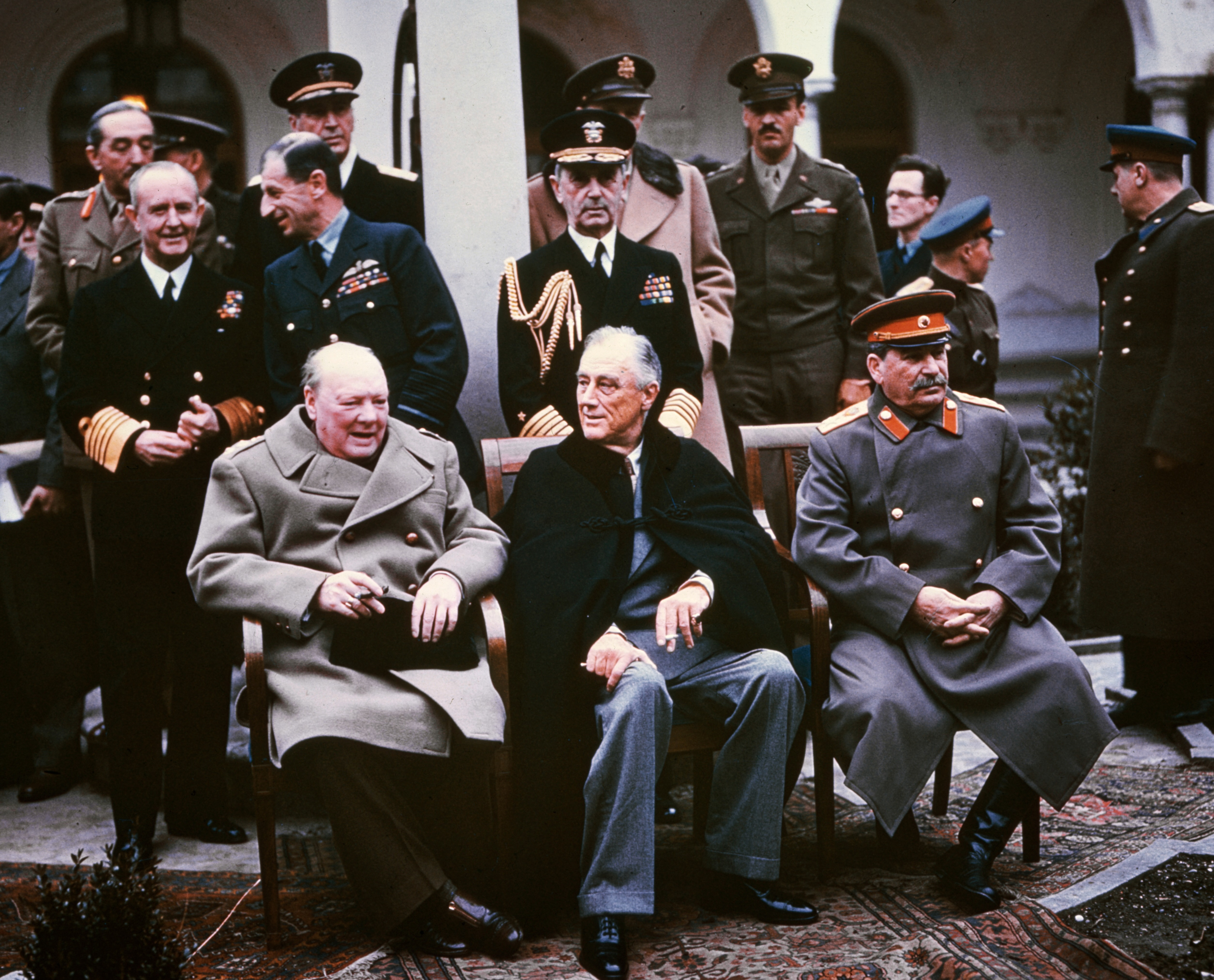
Лидеры антигитлеровской коалиции на Ялтинской конференции

С 4 по 11 февраля 1945 года в Ялте, в Ливадийском Дворце проходила Ялтинская конференция.
19 февраля 1954 года Ялта вместе с Крымской областью была передана союзными властями СССР в состав УССР.
В послевоенные годы город стремительно рос и развивался как курорт. Со второй половины 1950-х годов на ялтинском курорте активно развивается элитный отдых, складывается система государственных дач. На берегу моря в Нижней Ореанде строятся государственные дачи № 1 и № 2, где любили отдыхать руководители страны Н. С. Хрущёв, затем Л. И. Брежнев и другие.
В 1960-е годы в состав Ялты были включены расположенные поблизости посёлки Ай-Василь, Аутка и Дерекой. В 1960-е же годы было построено новое Южнобережное шоссе, сильно укоротившее дорогу из Ялты в Алушту, Симферополь и Севастополь, с 1961 года было открыто троллейбусное сообщение с Симферополем. 1970-е — начало 1980-х годов внесли в развитие курорта не применявшееся прежде высотное строительство, возводятся новые многоэтажные корпуса здравниц, некоторые из них простояли недостроенными до начала XXI века. В конце 1980-х годов курорт всесоюзного значения располагал 180 санаторно-курортными учреждениями, ежегодно на отдых и лечение в Ялту приезжало около двух миллионов человек.
Реконструированный морской порт стал принимать крупнотоннажные пассажирские суда, а грузовой порт летом 1986 года переместился вместе со своими мощными портовыми кранами за пределы города — к причалам Массандровской балки. На протяжении 35 км побережья Большой Ялты за эти годы проведены большие противооползневые и берегоукрепительные работы, в результате замедлился процесс разрушения берега и пляжей, появились новые пляжи.
Однако из всех санаторно-курортных учреждений Ялты только 31 на 13 тысяч мест принадлежали профсоюзам, остальные — различным союзным ведомствам. Эти санатории размещались в прибрежной зоне за высокими заборами, их территории и пляжи были недоступны для других отдыхающих. В конце 1980-х годов на Южном берегу в Форосе была выстроена последняя советская государственная дача «Заря», связанная с именем первого и последнего президента СССР М. С. Горбачёва. 13 апреля 1988 года город был награждён орденом Дружбы народов. В марте 1988 года была открыта канатная дорога, ведущая на вершину горы Ай-Петри.
К концу 1990-х годов в Ялте на окраинах города, а также на неосвоенных участках появилось множество домиков и коттеджей, построенных в частном порядке. В 1992 году как музей был восстановлен Массандровский дворец.

### XXI век

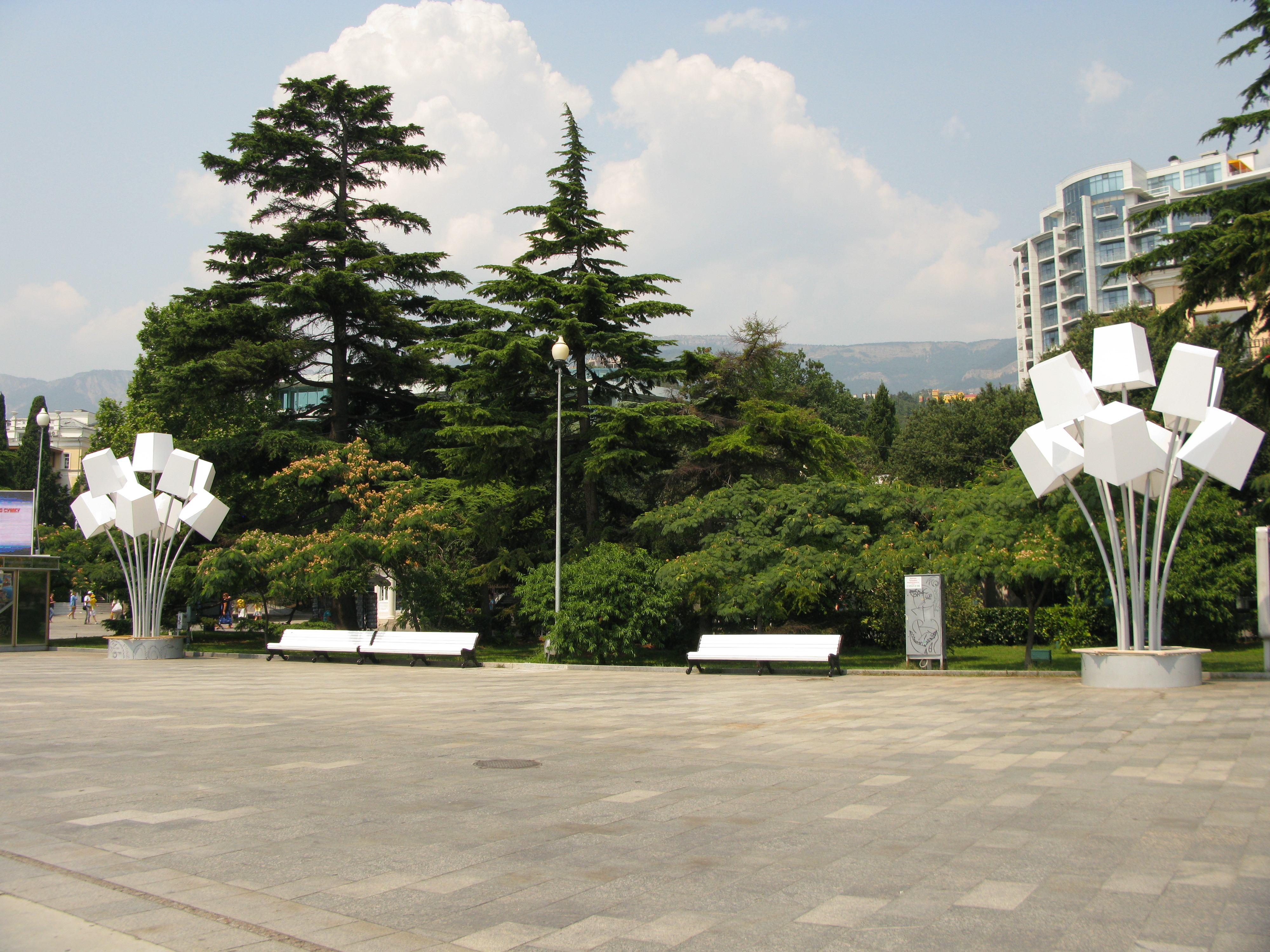
Набережная Ялты

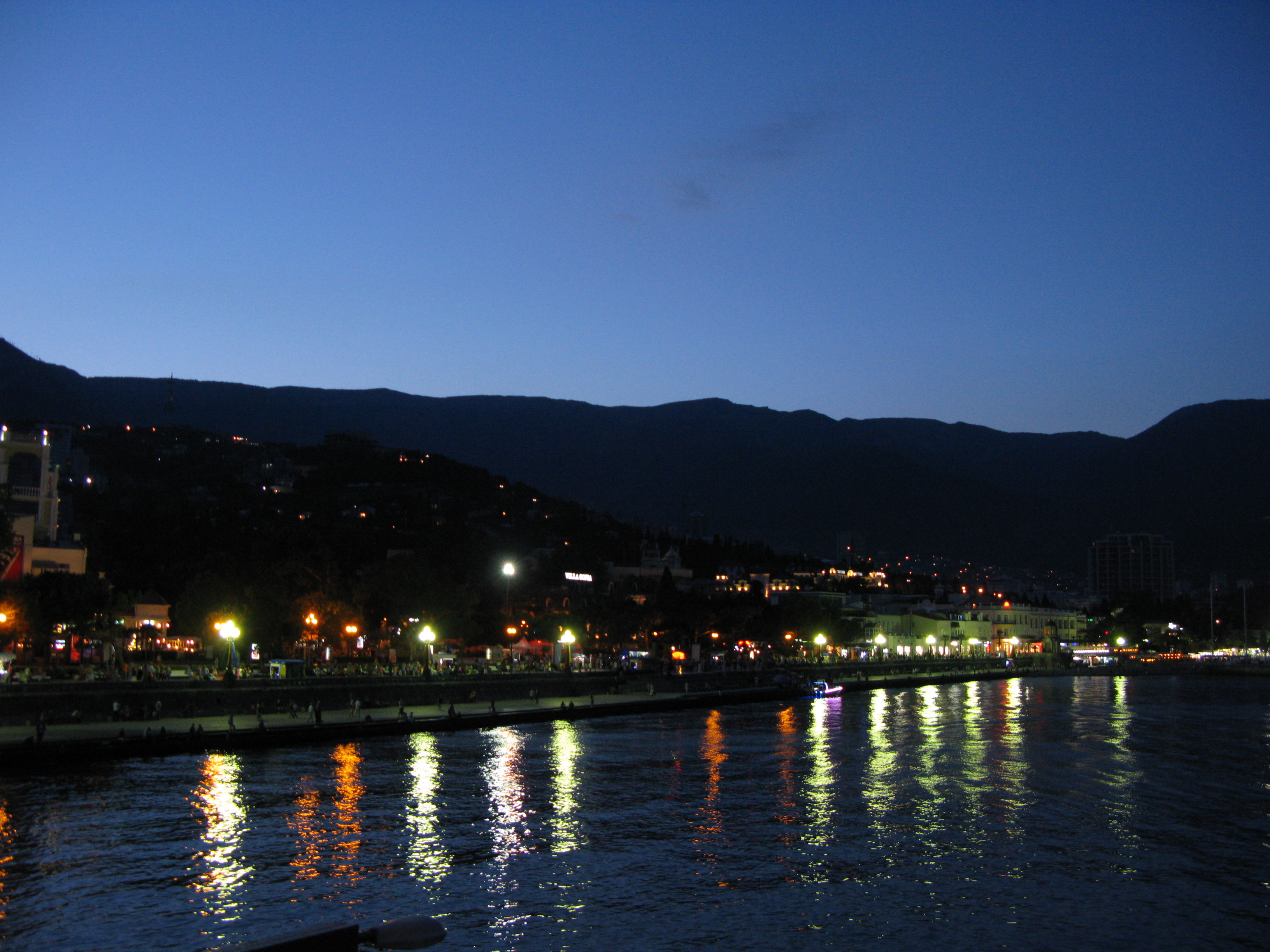
Ночная Ялта. Вид на набережную и порт с моря.

С начала 2000-х годов началась реконструкция почти всего побережья Ялты. Были созданы и реконструированы многие пляжи, принимающие сегодня тысячи человек. Так называемые «дикие» пляжи были облагорожены и приведены в соответствие со многими международными нормами. Массандровский пляж даже получил престижную премию «Голубой флаг». В 2003 году была окончена реставрация Ялтинской набережной.
В 2009 году на набережной Ялты была возведена часовня-мемориал, освящённая во имя Собора Новомучеников и Исповедников Российских в память о всех невинно убиенных во времена лихолетья, Гражданской и Отечественной войн. Она была построена неподалёку от места, где стояла снесённая в 1932 году деревянная часовня Святого Александра Невского, сооружённая в память об убитом террористами императоре Александре II.
18 марта 2014 года Ялта, как составная часть образованной Республики Крым, была аннексирована Российской Федерацией.
Ялта очень быстро приобрела популярность среди жителей бывшего СССР. Долгое время отдых в Ялте был проще (из-за безвизовости) и, в конечном счёте, дешевле для граждан СНГ, а с начала-середины 2000-х годов стал также дешевле отдыха на российских курортах. Привлекает жителей бывшего СССР также и лечебная природа Ялты.

## Население
| 1939    | 1959    | 1970    | 1979    | 1987    | 1989    | 1992    | 1998    | 2001    |
| ------- | ------- | ------- | ------- | ------- | ------- | ------- | ------- | ------- |
| 32 683  | ↗43 994 | ↗62 170 | ↗80 098 | ↗89 000 | ↘88 549 | ↗90 000 | ↘86 000 | ↘81 654 |
| 2003    | 2004    | 2005    | 2006    | 2007    | 2008    | 2009    | 2010    | 2011    |
| ↘80 979 | ↘80 416 | ↘80 140 | ↘79 796 | ↘79 380 | ↘78 935 | ↘78 584 | ↘78 334 | ↘78 032 |
| 2012    | 2013    | 2014    | 2015    | 2016    | 2017    | 2018    | 2019    | 2020    |
| ↗78 040 | ↗78 115 | ↘76 746 | ↗77 003 | ↗78 452 | ↗79 457 | ↗79 458 | ↘79 272 | ↘79 056 |
| 2021    | 2025    |         |         |         |         |         |         |         |
| ↘74 652 | ↘72 013 |         |         |         |         |         |         |         |

### Национальный состав
Национальный состав населения примерно следующий (2001 год, город Ялта без подчинённых горсовету НП):
- русских — 67 %,
- украинцев — 27 %,
- белорусов — 2 %,
- крымских татар — 1 %,
- Прочие — 3 %[82]

За межпереписной период (с 1989 года) доля евреев в населении сократилась и составляет по горсовету 0,3 %, доля крымских татар, напротив, выросла до 1,3 % (в пределах горсовета). Оба явления объясняются репатриацией (евреев — из Крыма в Израиль, а крымских татар из Средней Азии в Крым).

## Символика

### Герб

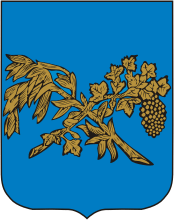
Герб Ялты образца 1844 года

Первый герб города был утвержден 17 ноября 1844 года. «Среди голубого поля крестообразно положенные две золотые ветви, лавровая и виноградная; ветвь с гроздом означает виноделие, преуспевающее на южном берегу Крыма, составляющем теперь частью Ялтинский уезд; лавровая ветвь указывает единственное в России место, где лавр может расти на открытом воздухе; равным образом припоминает одержанную в 1774 году вблизи Алушты, состоящей в Ялтинском уезде, у деревни Шумы, генералом Михаилом Илларионовичем Голенищевым-Кутузовым победу над турецким десантом, и место, где этот незабвенный полководец получил знаменитую в истории медицины рану в глаз».
Решением сессии Ялтинского городского совета № 162 от 29 сентября 2005 года был утверждён герб города Ялты: «Щит рассечённый, правое поле пересечено 6 раз четырьмя красными и тремя синими полосами. Левое поле красное, в центре — идущий золотой лев с повернутой назад головой. В синей главе положены скрещённые золотые ветви лавра и винограда. Щит на картуше увенчан золотою „короной достоинства“ и пальмовой ветвью. Щитодержатели: морские коньки удерживают под щитом серебряную ленту с девизом золотыми буквами: „YALTA URBS MERIDIALIS“. Перевод девиза на русский язык с латыни: „ЯЛТА ЮЖНАЯ СТОЛИЦА“». Разработан Сергеем Милокумовым. В 2015 году решением избранного после аннексии Крыма Российской Федерацией Ялтинского городского Совета от 13 февраля 2015 года № 19 были внесены изменения в герб: цвет поля с красного изменён на пурпурный, исключён картуш, изменена форма девизной ленты, а текст девиза переведён на русский язык. Геральдическое описание (блазон) герба гласит:
Четырёхугольный, с закруглёнными нижними углами, заострённый в оконечности, рассечённый геральдический (русский) щит. Правое поле пересечено 6 раз четырьмя пурпурными и тремя лазоревыми полосами. Левое поле пурпурное. В сердце щита — наложенный, стоящий, золотой, обернувшийся лев. В лазоревой главе положены скрещённые золотые ветви лавра и винограда. Щит увенчан золотой трёхглавой «башней достоинства» и золотой пальмовой ветвью. Щитодержатели — золотые морские коньки, удерживающие хвостами под щитом серебряную девизную ленту с надписью золотыми буквами «ЮЖНАЯ СТОЛИЦА».

### Флаг
Решением сессии Ялтинского городского совета в 2005 году был утверждён флаг города Ялты: «Квадратное полотнище, состоящие из двух горизонтальных полос синей и полосато-красной. Соотношение ширины этих полос 1/2. В синей полосе положены скрещённые золотые ветви лавра и винограда. Полосато-красная полоса состоит из двух полей. Поле ближнее к древку пересечено 7 раз четырьмя красными и тремя синими полосами. Поле ближнее к нижнему свободному краю красное. В центре идущий золотой лев с повернутой назад головой». В 2015 году решением избранного после аннексии Крыма Российской Федерацией Ялтинского городского Совета от 13 февраля 2015 года № 19 был утверждён новый флаг городского округа Ялты:
Прямоугольное полотнище с соотношением ширины к длине 2:3, которое состоит из двух горизонтальных полос равной ширины. Сверху вниз: золотая, пурпурная. В центре размещён большой герб.

### Гимн
Гимн Ялты, утверждённый 8 августа 1995 год под названием «Южная столица», написан поэтом Анатолием Мирзояном и композитором Владимиром Котоном. Фрагмент текста:
Я хочу поспорить, что на Чёрном море
Города нет краше с Царскою тропой.
Можешь убедиться, южная столица,
Ты сюда приедешь, как к себе домой.

## Экономика

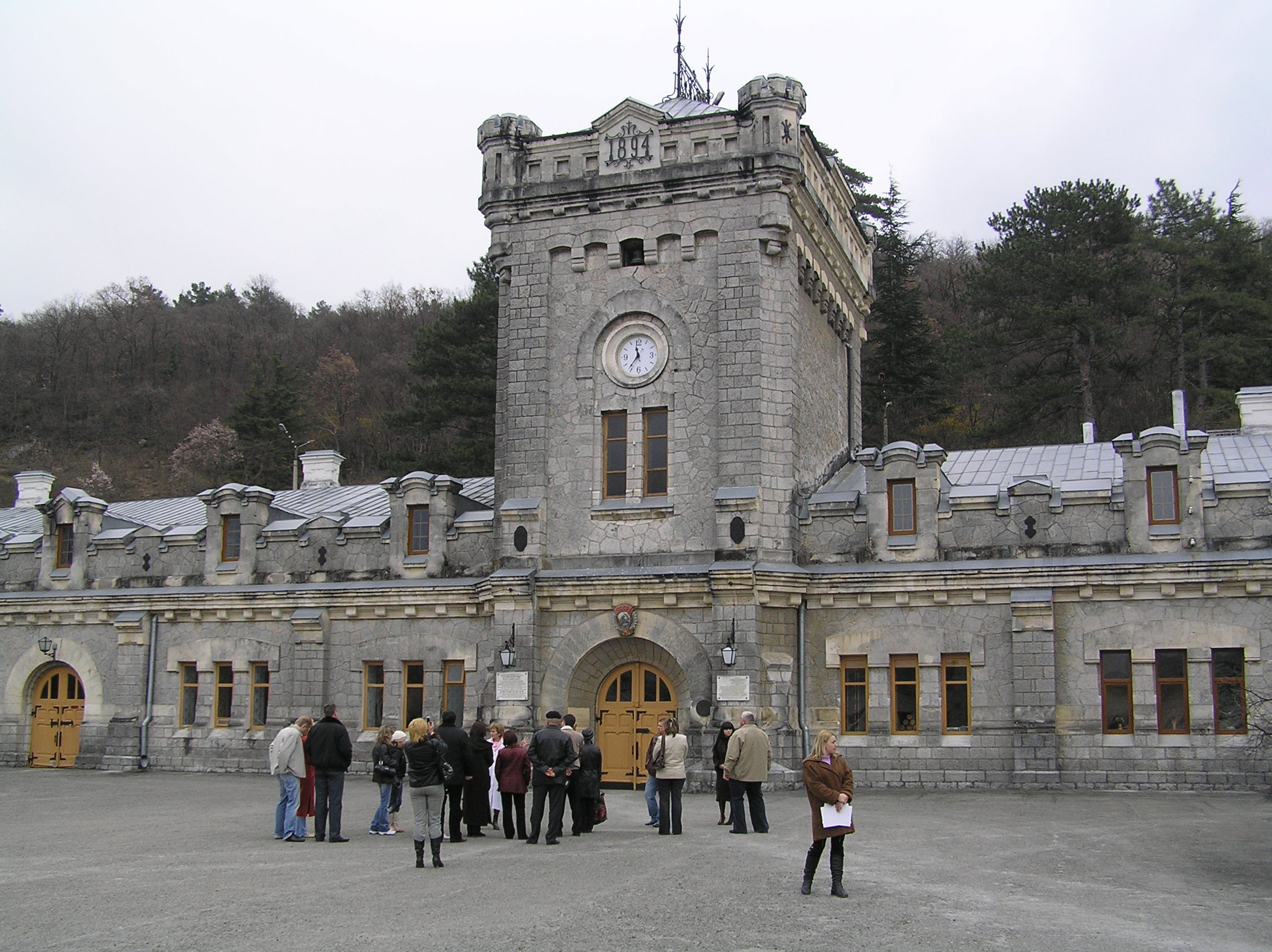
Главный подвал винодельческого комбината «Массандра»

Климат и соответствующий ему характер растительности обусловили направление сельского хозяйства в ялтинских окрестностях. Здесь выращивают виноград и табак хороших сортов, персики, айву, миндаль, лаванду и другие культуры. Сельскохозяйственное производство специализируется также на виноградарстве (высококачественные сорта — мускат (белый, чёрный, розовый), каберне, так называемые «токайские сорта» (фурминт, харшлевелю), альбильо, саперави, пино и прочие). На Южном берегу до сих пор кое-где выращиваются оливковые и ореховые деревья. Между тем и маслину и грецкий орех завезли на ЮБК греки.
Промышленность региона представляют 17 предприятий. Предприятия пищевой промышленности вырабатывают 95 % объёма промышленный продукции (в частности виноделие — 42 %, рыбная отрасль — 19 %). На территории Большой Ялты расположено широко известное Национальное производственно-аграрное объединение «Массандра» (основано в начале XX столетия), государственные предприятия «Ливадия» и «Гурзуф», которые входят в состав объединения, а также Главный завод НПАО «Массандра».
На территории Большой Ялты в посёлке Даниловка находится винодельческое хозяйство Chateau Cotes de Saint Daniel (Шато кот де Сан Даниль), . Винодельческое хозяйство находится на месте старого ай-данильского винного подвала, заложенного графом Воронцовым в 1832 году. Царский винный подвал пострадал при землетрясении и был разрушен в середине прошлого века. Восстановили его в 2007 году, сохранив прежний архитектурный облик.
Сельскохозяйственное производство также представлено такими перерабатывающими предприятиями как ГП «Гурзуф», ГП «Ливадия», рыбколхоз «Луч».
Основные игроки в торговле — КП «Ялтинский горкоопрынкторг», а также сеть супермаркетов «ПУД» (Продукты у дома).
Строительство представлено предприятиями Крымспецгидроремстрой.
Финансовых организаций в городе достаточно много. Среди них стоит выделить тяжеловесов банковского сектора — АБ Россия, РНКБ, Генбанк. Присутствуют также некоторые другие, более мелкие банки.
C 2000 года в Ялте идёт официальная программа по борьбе с бедностью. В 2008 году Ялта вышла на второе место в Крыму по основным показателям, которые характеризуют уровень жизни населения. И уровень зарплат оказался чуть выше, нежели средние показатели по Крыму, и уровень трудоустройства, а безработица — минимальной (на 2011 год — 0,5 %). Официальные цифры в 2009 году указывали на то, что многие ялтинцы — весьма небогатые люди, особенно те, кто занят в частном секторе производства. Средняя ялтинская зарплата в первом полугодии 2012 года составила 2522 гривны.
Бюджет города Ялты является дефицитным. Так, в 2012 году, доходы бюджета запланированы на уровне 456,2 млн гривен, а расходы — 511 млн гривен. В структуре расходов 36,1 % составят расходы на сферу здравоохранения, 28,1 % — на сферу образования, 7,5 % — на содержание органов исполнительной власти.
Одной из главных статей дохода ялтинского бюджета является туризм. За сезон тут только по официальной статистике без учёта «дикарей» отдыхает около 2 млн человек", что составляет около трети всех туристов приезжающих в Крым в течение года.
С января по август 2012 года в сводный бюджет от ялтинских налогоплательщиков поступило 487,7 млн грн. налогов и сборов. Это на 58 млн грн. больше, чем в предыдущем году.
К 2014 году в Ялте планировалось открытие пятизвёздочного отеля Hilton, построенного на месте санатория «Севастополь», который расположен в Приморском парке. Новое высотное здание будет находиться по адресу: г. Ялта, парк имени Гагарина, 3. Отель был открыт, однако в связи с западными санкциями отель был продан другой компании.
19 сентября 2012 года стало известно о новом проекте городской администрации по реконструкции ялтинской набережной стоимостью 20 млн гривен. Планируется капитально отремонтировать бетонное сооружение фонтана «Купальщица» и саму скульптуру, а также реконструировать и благоустроить прилегающую территорию с установкой малых архитектурных форм.
В этот же день, 19 сентября 2012 года стало известно о выделении Ялте 2 млн гривен из государственного бюджета Украины на электрификацию массива Ени-Дерекой в микрорайоне Дарсан.
В 2013 году Ялту посетили 290 тысяч человек: на 9,8 % больше, чем за этот же период прошлого года. В результате, поступления туристического сбора в местные бюджеты достигли 1,8 миллиона гривен, что также больше показателя аналогичного периода 2012 года.
В 2015 году, на второй год после аннексии Крыма Россией в Ялте отдохнул за год миллион человек. Кроме того, заполняемость отелей, пансионатов, вилл и санаториев значительно повысилась. Дефицит бюджета Ялты в 2016 году составлял 551,9 млн рублей

### Транспорт

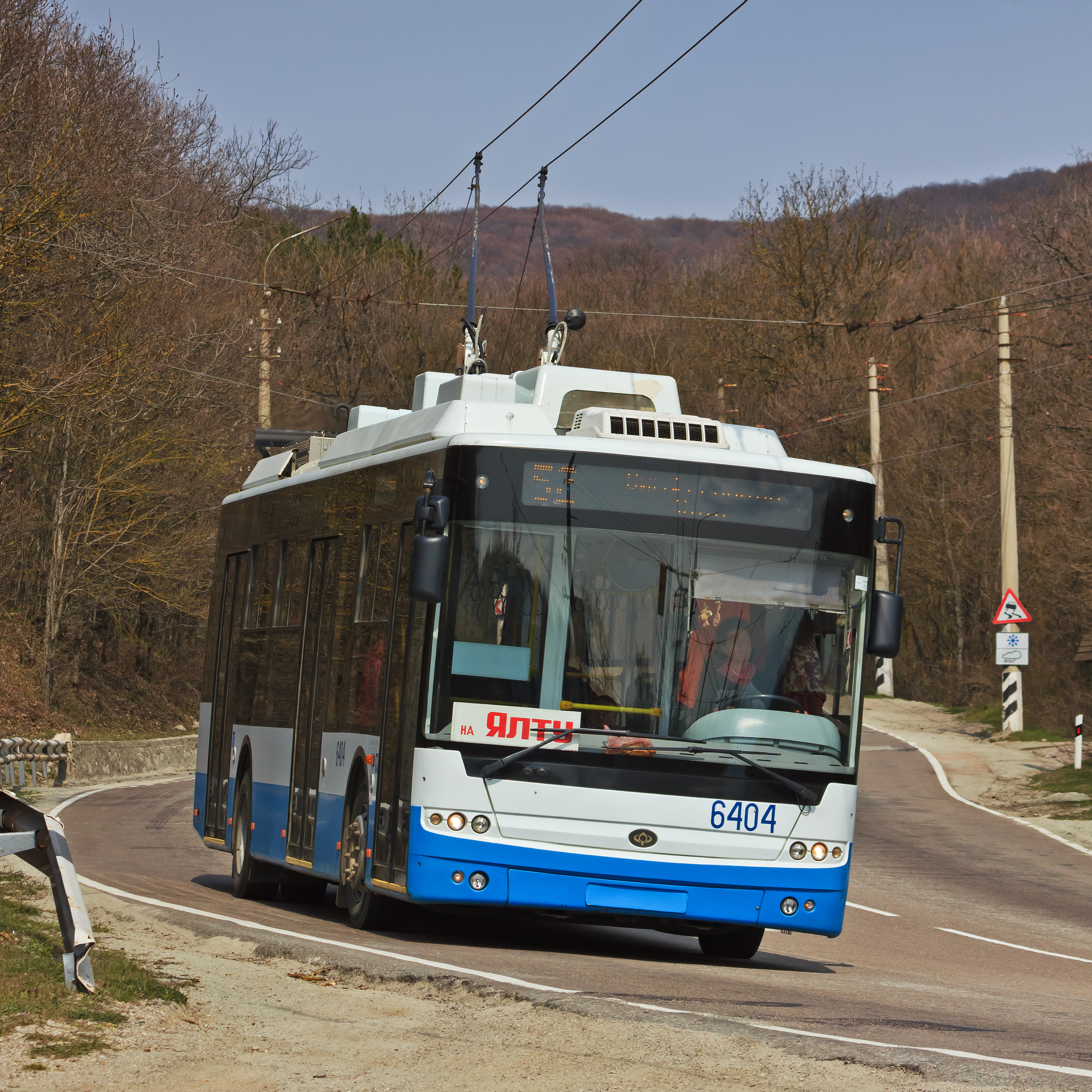
Троллейбус «Богдан» на маршруте Симферополь — Ялта

Ближайший аэропорт и вокзал находятся в городе Симферополь, расстояние до которого составляет примерно 80 км. Между Ялтой и Симферополем существует регулярное автобусное (как обычными автобусами, так и маршрутными такси) и троллейбусное сообщение. Несмотря на отсутствие вокзала и аэропорта в Ялте существуют как железнодорожные, так и авиационные кассы.
С 1961 года действует уникальная для СНГ междугородняя троллейбусная линия Симферополь—Алушта—Ялта (маршруты: из Ялты до Симферополя (№ 52 до железнодорожного вокзала и № 55 до аэропорта), из Ялты до Алушты — № 53, из Ялты до Краснокаменки — № 41).
Большая Ялта имеет развитую транспортную инфраструктуру, которая обслуживает потребности курорта. Главным сухопутными транспортными артериями являются автомагистрали Симферополь — Алушта — Ялта и Севастополь — Ялта — Алушта — Феодосия. В структуру транспорта и связи входят: Крымская дирекция ЧП «Электросвязь», Ялтинский морской торговый порт.
Морское транспортное обслуживание обеспечивает Ялтинский морской торговый порт, который принимает грузовые и пассажирские (в частности круизные) суда. Ялтинский грузовой торговый порт обеспечивает переработку и отправку грузов, каботажные и международные перевозки. Морской вокзал ныне не функционирует, а с ялтинской пристани регулярно отходят прогулочные катера, осуществляющие перевозку отдыхающих и жителей Ялты вдоль Южного берега Крыма.
Городской транспорт представлен городскими маршрутами троллейбусов (маршруты 1, 1/3, 42; используются троллейбусы Škoda 9Tr, Škoda 14Tr, Богдан Т601.11; см. Ялтинский троллейбус), автобусов и маршрутных такси (около 40 маршрутов; см. Ялтинский автобус), а также такси.
В октябре 2011 года служба автомобильных дорог Крыма по результатам тендера подписала договор с ООО «БМП Планета — Мост» на капремонт дороги Харьков — Симферополь — Алушта — Ялта — Лучистое к дороге Алушта — Судак — Феодосия за 19 млн 130 тыс. грн..
12 апреля 2012 года было объявлено о планах создания службы электротакси на ЮБК. По плану этот вид транспорта будет ходить от Гурзуфа до Фороса и не только в черте городов и посёлков, но и по горным дорогам тоже. Планируется закупить 150 таких транспортных средств. Машины будут способны на заряженной батарее проезжать 80-100 километров. Также за собственные средства инвесторы планируют построить сеть электрозаправочных станций мощностью 15 кВт, которые будут расположены по всей территории Большой Ялты.
В мае 2012 года были опубликованы планы по строительству объездной дороги Гвардейское — Глубокий Яр — Ялта. Планируется, что новая трасса будет проходить в обход столицы Крыма и ещё 20 населённых пунктов, которые расположены на трассе Харьков — Симферополь — Алушта — Ялта. Протяжённость дороги составит примерно 97 километров, 8 из которых — автодорожный туннель. Предположительная стоимость проекта достигнет 17 миллиардов гривен.
В июле 2012 года международная компания «Royal Caribbean International» объявила о готовности профинансировать реконструкцию порта Ялты и аэропорта г. Симферополь. Общий объём инвестиций может составить около 500 млн долларов США.
В июне 2013 года у отеля «Ореанда» и туристического информационного центра открылась первая парковка на 10 велосипедов.

### Водоснабжение
На склонах горы Могаби расположено несколько водохранилищ: Караголь и Верхнее Могабинское с Нижним Могабинским на реке Учан-Су. Верхнее Могабинское озеро является водохранилищем, входит в систему водоснабжения г. Ялты.
На 2020 год проблемы с водоснабжением привели к ограничению подачи воды до 6 часов в сутки: 3 часа утром и столько же вечером.
Намечается строительство опреснительной установки. Ведётся строительство второй очереди гидротоннеля; после чего будет производиться реконструкция первой очереди.

### Связь
В городе работает два оператора сотовой связи стандарта GSM и UMTS (3G): К-Телеком, работающий под торговой маркой WIN и Крымтелеком и один оператор стандарта CDMA — Интертелеком.
В городе Ялта достаточно развит интернет, проводное покрытие охватывает практически весь город, провайдеры предлагают безлимитные тарифы со скоростями до 100 Мбит/сек. В августе 2012 года бывший на тот момент городской голова Ялты Алексей Боярчук объявил о создании до конца месяца wi-fi зоны на Набережной города, а также на автовокзале. 8 точек доступа на набережной заработали 4 сентября 2012 года.

## Социальная сфера

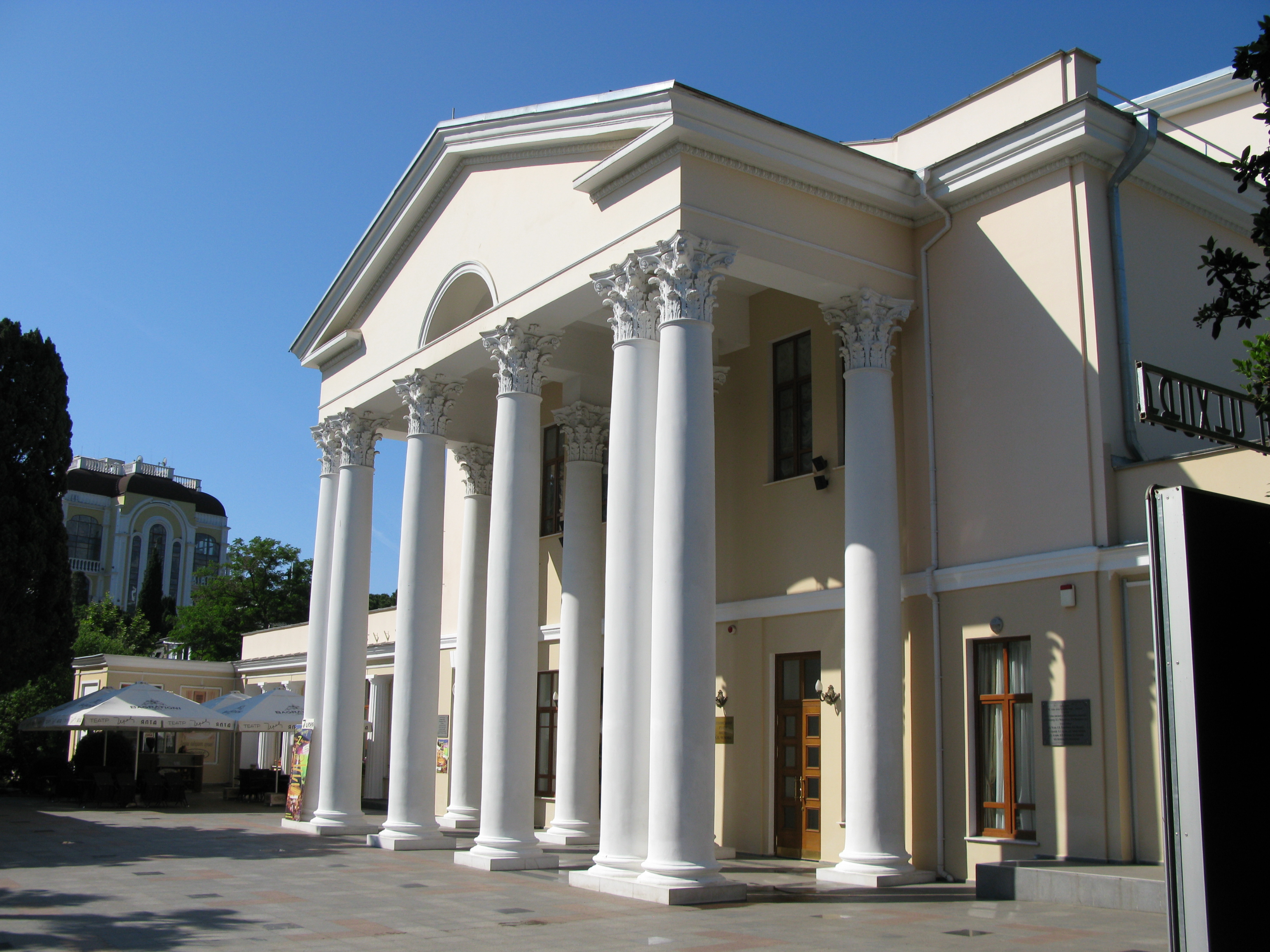
Театр имени А. П. Чехова

В Ялте 26 общеобразовательных школ (16540 учеников), вечерняя школа (1020 учеников); 30 детских садов (1890 детей), 6 внешкольных учреждений (3800 детей); функционируют 5 учебно-воспитательных комплексов «школа — детский сад», УВК «Школа — детский сад» № 15 с обучением на украинском языке, экспериментальный учебно-воспитательный комплекс «Школа будущего».
В Ялте действует также одно государственное высшее учебное заведение — Крымский гуманитарный университет, а также другие учебные заведения, в частности медицинский колледж.
Профессиональное образование представляет единственное в Большой Ялте государственное профессиональное учебное заведение III аттестационного уровня, которое осуществляет подготовку квалифицированных рабочих кадров и младших специалистов: Крымское республиканское профессионально-техническое учебное заведение «Ялтинское высшее профессиональное училище строительных и пищевых технологий».
Культурный потенциал Большой Ялты составляют Алупкинский дворцово-парковый комплекс, Ливадийский дворец-музей, Массандровский дворец-музей, Ялтинский историко-литературный музей, дом-музей А. Чехова, парковые комплексы в Массандре, Мисхоре и Форосе, Никитский ботанический сад, Ялтинский зоопарк, Крымская киностудия «Ялтафильм», театр имени А. Чехова, центр органной музыки «Ливадия», концертный зал «Юбилейный», централизованная библиотечная система, музей А. Пушкина в Гурзуфе, музей Леси Украинки и другие.
Наиболее популярными массовыми городскими мероприятиями являются «Крымская зима», «Зимнее море», спортивные праздники, приуроченные ко дню города.
Летом Ялта становится одним из центров культурной жизни. Здесь проводятся фестивали:
- Фестиваль по брейк-дансу «Yalta Summer Jam» (каждое лето).
- Театра и кино (Международный фольклорный фестиваль, с 1999 года);
- Международный телекинофорум «Вместе» (с 2000 года),
- Международный фестиваль классической музыки «Звезды планеты»,
- международный органный фестиваль «Livadia-Fest»,
- фестиваль «Море друзей», «Возле Чёрного моря»,
- фестиваль барменского искусства «Фристайл»
- С 1999 года ежегодным стал Ялтинский фестиваль фейерверков, который проходит обычно в преддверии Дня города Ялты (вторая неделя августа).
- и прочие.

В городе зарегистрированы 285 общественных объединений граждан, из них — 17 региональных отделений политических партий и 57 религиозных организаций. В городе существует еврейская община (с 1861 года) и синагога на улице Блюхера.
Ялта также является единственным городом постсоветского региона, где есть мемориальные доски, посвящённые международному языку Эсперанто. Две мемориальные доски установлены пионерам эсперантистского движения: Н.А Боровко и И. Островскому. Мемориальная доска доктору И. Островскому установлена на его доме. В 1905 году он первым получил разрешение на издание русско-эсперантской газеты и собственноручно редактировал её. Он же на первом Всемирном конгрессе эсперантистов инициировал официальное принятие эсперанто-флага. Мемориальная доска эсперанто-писателю М. Боровко установлена на здании первой городской библиотеки, директором которой он был. Н. А. Боровко был первым автором оригинальных новелл на языке эсперанто, возникших в «La esperantisto».
19 сентября 2012 года была принята программа охраны животного мира и регулирования численности беспризорных животных на 2013—2020 годы. Необходимость её разработки была вызвана значительным количеством бездомных животных в городе, что в свою очередь приводит к ухудшению санитарно-эпидемиологического и эпизоотического состояния, а также качества жизни жителей и гостей города. Оценочно, на территории Ялты обитают до 3 тыс. бездомных животных.

### Спорт

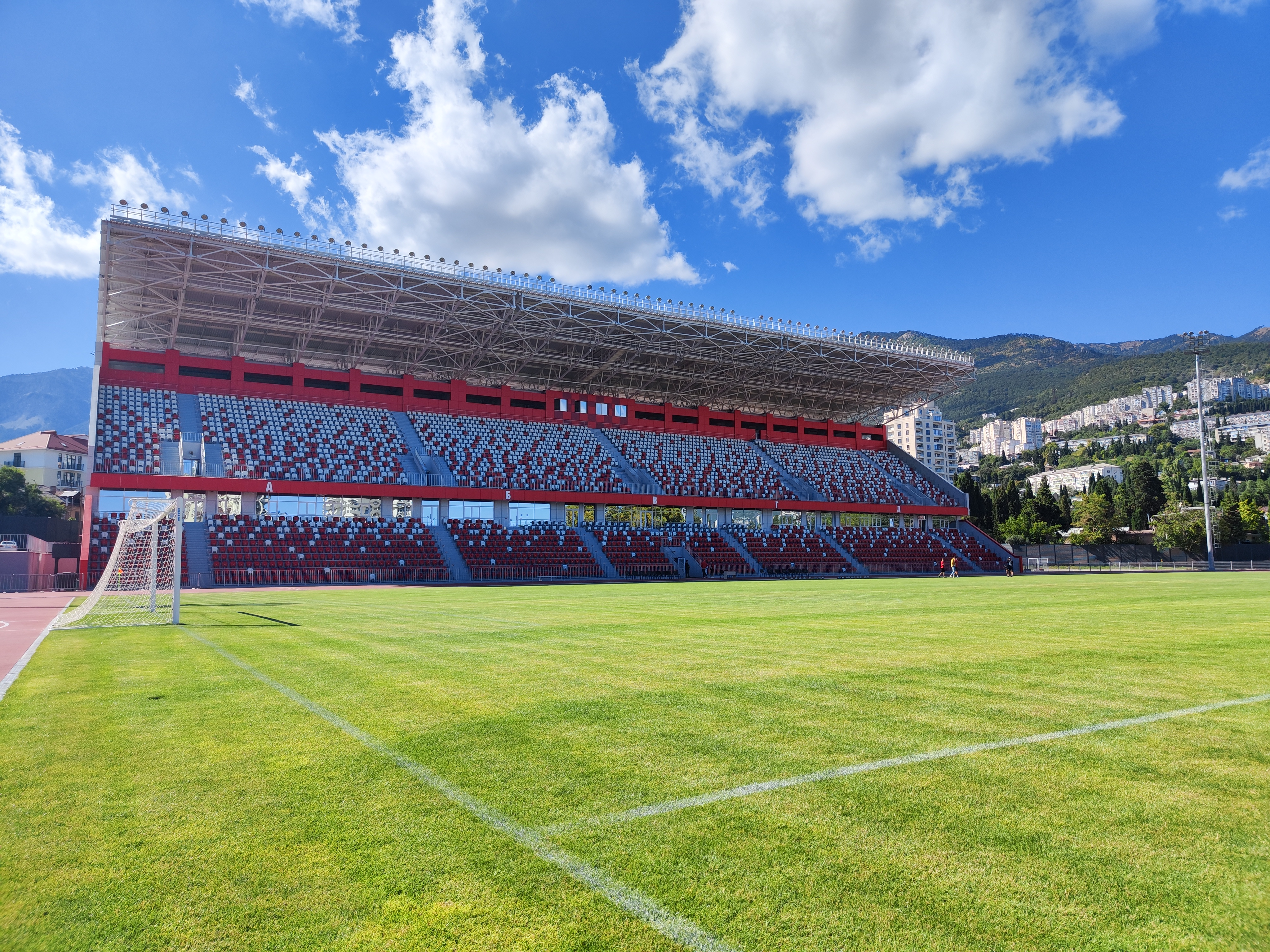
Городской стадион Ялты

В городе функционируют 35 спортивных организаций (спортивные секции по 21 вида спорта, из них 12 видов — олимпийских). Известные ялтинские спортсмены: Л. Османова (пауэрлифтинг), А. Веденмеер (скалолазание), А. Рисник (кикбоксинг), Ю. Солодков (тайский бокс), Р. Загороднюк, (бокс), сборная команда г. Ялты по городошному спорту (капитан — А. Бабич).
С 2001 года Ялта принимает соревнования Кубка мира по смешанным боевым искусствам. Участники состязаются в таких видах борьбы, как кунг-фу, боевое самбо, тайский бокс и смешанные боевые искусства.
В сентябре 2011 года ялтинская федерация конного спорта объявила о планах строительства в Ялте конноспортивной базы.
В феврале 2012 года городские власти выделили под строительство велопарка четыре гектара земли. Планируется построить шесть спортивных трасс, а также скалодром, скейтпарк, маунтинборды, поролоновую яму для спортсменов, которые учатся делать трюки.
Каждый год в Ялте проходят тренировочные сборы и затем соревнования по спортивному скалолазанию. На эти соревнования приезжают тысячи любителей этого вида спорта, как сами участники, так и просто зрители. Главным образом любителей этого экстремального занятия привлекают следующие маршруты, находящиеся на южном берегу Крыма: Скала Парагельмен, Скала Красный Камень, Никитские скалы, Крестовая, Алим, Беседка, Кошка, стена массива Аф-Пери, Шаан-Кая, Алупкинская стена, Кастропольская стена и другие.
С 2005 по 2013 год проводилось ежегодное ралли Ялта, которое входило в календарь чемпионата Украины по ралли. В 2011 и 2012 годах ралли Ялта входило в календарь международной гоночной серии Intercontinental Rally Challenge (IRC).
22 сентября 2012 года в Ялте прошёл II-й Чемпионат мира по армлифтингу по версии WAA (подъём вращающейся ручки «Роллинг Тандер»).
С 4 по 8 октября 2012 года в Ялте проходили международные соревнования по летнему полиатлону. Соревнования пройдут в трёх спортивных дисциплинах. Первая дисциплина — стрельба из пневматического оружия, вторая — соревнования по плаванью и третья — лёгкая атлетика.
С 5 по 8 октября 2012 года в Ялте проходил этап соревнований по скоростному велоспуску «Red Bull Большая Дуэль». Протяжённость трассы составляет 1,2 тысячи метров, с финишем на ялтинской набережной. Трасса полна крутых горных поворотов, узких проездов городских улиц, трамплинов. Соревнования пройдут под руководством крымского парламента и правительства, а также Ялтинского городского совета.
В городе находится множество спортивных клубов, тренажёрных и танцевальных залов, бассейнов.

### Здравоохранение
Ялта (наряду с Алуштой) является крупнейшим климатическим (приморским) курортом ЮБК.
В регионе представлены все типы учреждений лечебного и оздоровительного (санаторно-курортного) характера, общим количеством 144 (на 39 тыс. мест), из них 115 (на 34,7 тыс. мест) — зимнего (круглогодичного) функционирования. К курортным учреждениям Большой Ялты принадлежат: 70 санаториев и пансионатов, 16 домов отдыха, 17 пансионатов (из них 5 — в ведении профсоюзов, 2 из них с лечением в 1980-х годах), 18 баз отдыха (в том числе сезонные), 8 оздоровительных (детских) лагерей, 4 туристические базы и кемпинги, горный клуб (19 турбаз в 1980-е годы (около 7,5 тыс. мест) в Большой Ялте), 11 отелей; дома творчества писателей и деятелей театра. Крупнейшие комплексы санаторно-курортной сферы — гостиницы «Ялта-Интурист», гостиница «Ореанда», «Пальмира-Палас», МДЦ «Артек», Дом отдыха «Воронцово» и много других.
Курортная поликлиника имеет лечебный пляж (проводится, в частности, ночной сон у моря в климатопавильонах; пляжем пользуются и санаторные больные), фотарий, ингаляторий, физиотерапевтическое отделение с водолечебницей (морские, хвойные, углекислые ванны, лечебные души), кабинеты лечебной физкультуры и массажа. Функционируют крытый плавательный бассейн с морской водой, открытый бассейн для лечебного плавания. Организовано амбулаторно-курсовочное лечение.
Всего здесь ежегодно отдыхает и лечится порядка 2 млн человек (1980-е годы; без учёта «дикарей», каковых примерно столько же — в летне-осенний сезон тёплое море, пляжи, устойчивая солнечная погода, обилие кафе, столовых, ресторанов привлекают около 2 млн отдыхающих, приезжающих без путёвок).
Бывший городской голова Ялты — Алексей Боярчук считает, что главным направлением инвестиций должна быть медицина, а именно строительство закрытых клиник по косметической и пластической хирургии.
На сентябрь 2012 года Ялта является лидером Крыма по числу смертей от инсульта. Главный невролог Ялтинской городской больницы Сергей Олефиренко называет одними из причин такой высокой смертности низкое желание больных лечиться профилактически, преклонный возраст и малую доступность к перманентному медикаментозному лечению из-за отсутствия средств в стационаре и высокой стоимости лекарств.
В июне 2016 года в Ялте на улице Московской открылся Современный центр МРТ-диагностики «Скан-Ялта».

## Наука
Крым — регион с редким климатом и уникальными условиями для существования особенной местной флоры и фауны. Так, ещё в 1812 году, при содействии герцога Ришельё и графа Воронцова, было создано первое научное учреждение в духе тенденций того времени — Императорский Таврический казённый ботанический сад. Уже в 1828 году на его базе было выделено Магарачское казённое заведение, как самостоятельное образование для изучения проблем виноградарства и виноделия.
С 1868 по 1904 годы в Ялте жил и работал Дмитриев В. Н., известный врач-климатолог. Он построил первую на Южном берегу Крыма метеорологическую станцию, положив начало изучению климатических условий, а также разработал основы климатолечения и лечения виноградом.
В настоящее время, научный потенциал Большой Ялты представляют 5 научно-исследовательских и научных учреждений:
- Институт винограда и вина «Магарач» (с 2016 года ФГБУН ВННИВиВ «Магарач», РАН), располагает обширной коллекцией сортов винограда, территориально расположенной в различных регионах Крыма, коллекцией микроорганизмов для виноделия, осуществляет научно-исследовательскую деятельность в различных областях виноградарства и виноделия.
- Государственный Никитский ботанический сад (с 2016 года ФГБУН «НБС-ННЦ», РАН), располагает коллекцией из почти 18 тыс. видов, разновидностей, форм растений, в том числе в гербарии — свыше 100 тыс. листов (экземпляров) диких и культурных растений.
- НИИ курортологии и физиотерапии им. Сеченова (Ялтинский институт физических методов лечения и медицинской климатологии имени И. М. Сеченова).
- Ялтинский филиал Крымского НИИ проектирования (КрымНИИПроект),
- Ялтинский филиал Крымкурортпроекта.
- Ялтинский опорный пункт по изучению табака, ныне входит в структуру ФГБУН ВННИВиВ «Магарач».
- Сейсмическая станция «Ялта». Она начала работу 13 марта 1928 года, а первым её заведующим стал Альберт Христофорович Полумб.

Разработки и рекомендации учёных в области сельского хозяйства внедряются в первую очередь в Крыму и, в частности, на заводах и в совхозах прославленной «Массандры».
Кроме того, для более полного осуществления образовательной и научной деятельности местного населения, в Ялте располагается крупная сеть библиотек, в том числе с учётом научного и потенциального фонда трудов перечисленных учреждений.

## Достопримечательности
Созданная как место отдыха русского дворянства, Ялта состоит из имений и особняков, вписанных в горный ландшафт и объединённых между собой более поздней застройкой. Улочки Ялты довольно кривые и запутанные, что даёт возможность совершать по ним достаточно долгие прогулки. Есть множество зданий конца XIX — начала XX века. Ялта была излюбленным местом отдыха российской аристократии, потянувшейся на Южный Берег Крыма вслед за царской семьёй, основавшей здесь имения Ореанду и Ливадию.
Местность Ялты настолько холмиста, что прогулки по городу могут быть утомительными даже для молодых людей. Имеет место также неточность карт местности. Например, расстояние от набережной Ялты до Массандровского дворца по дорогам составляет около 3 километров, однако преодолеть его пешком крайне тяжело, что привязывает почти всех туристов к общественному транспорту.
Одни из наиболее интересных мест Ялты:
- Купальни Роффе;
- городская набережная, отреставрированная в 2003—2004 годах;
- армянская церковь, построенная в 1909—1917 годах архитектором Тер-Микаляном по подобию церкви святой Рипсиме в Эчмиадзине и расписанная внутри выдающимся армянским художником Вардгесом Суренянцом (ул. Загородная);
- римско-католическая церковь Непорочного зачатия Девы Марии (ул. Пушкинская);
- Центр органной музыки «Ливадия» (ул. Батурина, 4);
- ялтинская канатная дорога, нижняя станция которой находится рядом со зданием гостиницы «Таврида», ведущая на куполообразный холм Дарсан (140 м), с которого открывается панорама города (набережная)[134];
- реконструированная гостиница «Таврида»[арм.]*;
- храм Иоанна Златоуста с золотовласой колокольней (ул. Толстого);
- храм Александра Невского (построен по проекту архитекторов Н. П. Краснова и П. К. Теребенёва; ул. Садовая);
- бывший генеральский корпус санатория Министерства обороны, построенный в стиле готического замка (ул. Свердлова);
- дворец Эмира Бухарского (сейчас корпус санатория) (ул. Коммунаров);
- зоопарк «Сказка» (ул. Кирова);
- здание в мавританском стиле, ул. Екатерининская, 8, где останавливалась Леся Украинка;
- дом с кариатидами, где жил композитор Александр Спендиаров;
- дача графини Вадарской, построенная как уменьшенная копия Альгамбры в Гранаде и др.

### Музеи
- Ялтинский историко-литературный музей (ЯИЛМ, Ялта, Пушкинская ул., 5)
- Отдел ЯИЛМ «Культура Ялты — конец XIX — начало XX вв.» (Ялта, Екатерининская ул., 8)
- Литературно-мемориальный дом-музей Н. З. Бирюкова (филиал ЯИЛМ, Ялта, Красноармейская ул., 1А)
- Музей-парк «Поляна сказок» (ул. Кирова)
- Музей скульптуры и флористики
- Дом-музей Чехова (Ялта, ул. Кирова, 112)
- Музей Леси Украинки (отдел ЯИЛМ, Ялта, Екатерининская ул., 8)
- Дом-музей музыкальной культуры имени композитора Александра Спендиарова

### Зоопарки и прочее
- Зоопарк «Сказка»
- Театр морских животных «Акватория» (пос. Виноградное)
- Ялтинский аквариум, Пушкинская аллея
- Ялтинский крокодиляриум, Графский проезд
- Ялтинский музей бабочек, Пушкинская аллея
- Ялтинский дельфинарий

Ранее в Ялте действовали
- Отдел голографии (Ялта, Пушкинская ул., 5)
- Литературно-мемориальный музей Константина Тренёва и Петра Павленко (Ялта, ул. Павленко, 10)
- Ялтинский государственный цирк ул Московская 31. Разрушен по инициативе ялтинского городского совета[135]
- Ялтинская киностудия Ялта, ул. Мухина, 3[136]. Распродана по частям по инициативе Фонда имущества АРК и ялтинского городского совета[137].

### Достопримечательности Большой Ялты
- Ливадийский дворец-музей, а также Ливадийский парк (Ялта, Ливадия)
- Алупкинский дворцово-парковый комплекс, Алупка
- Дворец Александра III (Ялта, Массандра)
- Усадьба Ласточкино гнездо (Гаспра)
- Юсуповский дворец в Кореизе
- Дворец Кичкине, Кореиз
- Имение Харакс в Харакском парке
- Дворец Дюльбер, Кореиз
- Дворец Голицына, Кореиз
- Церковь Воскресения Христова, Форос
- Храм Святого Архистратига Михаила над Ореандой
- Байдарские ворота, Форос
- Кастропольская стена (Береговое)
- Дом герцогу Арману Эммануэлю де Ришельё (Гурзуф)
- Никитский ботанический сад
- Скалы Адалары возле Гурзуфа
- Скала Красный Камень (Краснокаменка)
- Гора Ай-Петри
- Гора Аю-Даг
- Горное озеро Караголь, Ялта
- Скала «Парус», отошедшая от берега (Гаспра)
- Гора-кошка, скала Дива, Симеиз
- Заповедник мыс Мартьян
- Водопад Учан-Су
- Царская (солнечная) тропа ведущая от Ливадии до Гаспры
- Парк санатория «Ясная Поляна»

### Памятники
В городе достаточно много памятников, большая часть из них установлена в современный период. Среди наиболее известных — памятники А. С. Пушкину, А. П. Чехову (два памятника), А. А. Ханжонкову, Максиму Горькому., В. И. Ленину, Т. Г. Шевченко, Лесе Украинке. Присутствует также множество памятных стел, мемориальных табличек, статуэток.
21 августа 2012 года началась реконструкция сквера напротив собора Александра Невского, в рамках которой будет установлен памятник воинам-интернационалистам, погибшим в горячих точках. По словам заместителя городского головы Елены Юрченко, с этой идеей к городскому голове Ялты Алексею Боярчуку обратился председатель городского общества ветеранов афганской войны «Афганистан» Валерий Мухин.
29 сентября 2012 года в Ялте был открыт памятник знаменитому писателю и публицисту Юлиану Семёнову, автором которого стал академик российской Академии художеств, народный художник Российской Федерации Александр Рукавишников.
15 февраля 2013 года открыт памятник воинам-афганцам и участникам боевых действий за рубежом.
5 февраля 2015 года был открыт памятник «Большой тройке», недалеко от Ливадийского дворца.
18 ноября 2017 года открыт памятник императору Александру III в парке Ливадийского дворца.

## Радиостанции
| №  | Диапазон | кВт  | RDS | Название станции      | Формат                                              |
| -- | -------- | ---- | --- | --------------------- | --------------------------------------------------- |
| 1  | 91.8 FM  | 0,1  | -   | «Новое радио»         | поп                                                 |
| 2  | 94.4 FM  | 0,1  | -   | «Радио Крым Точка»    | информационно-музыкальный                           |
| 3  | 94.8 FM  | 0,1  | -   | Радио Jazz            | спокойные джазовые песни                            |
| 4  | 95.6 FM  | 0,1  | -   | «Ялта FM»             | информацонно-разговорный                            |
| 5  | 96,4 FM  | 0,1  | -   | Хит FM                | зарубежные хиты                                     |
| 6  | 98.1 FM  | 0,1  | -   | «Радио Монте-Карло»   | спокойные музыкальные песни                         |
| 7  | 98.5 FM  | 0,1  | -   | «Ватан Седасы»        | крымскотатарское радио                              |
| 8  | 98.9 FM  | 0,1  | -   | «Радио Крым»          | информационный, информационно-музыкальный           |
| 9  | 99.3 FM  | 0,1  | -   | Радио Звезда          | информационно-музыкально-патриотическо-исторический |
| 10 | 100.2 FM | 0,25 | +   | Радио Шансон          | шансон, авторская песня                             |
| 11 | 101.4 FM | 0,1  | -   | Наше радио            | русский рок                                         |
| 12 | 101.8 FM | 0,1  | -   | Авторадио             | музыкальные хиты разных лет                         |
| 13 | 102.5 FM | 0,1  | +   | Радио MAXIMUM         | поп-рок, рок, альтернатива                          |
| 14 | 103.3 FM | 0,1  | -   | Юмор FM               | музыкально-юмористический                           |
| 15 | 104.6 FM | 0,5  | -   | Ретро FM              | хиты 70-х, 80-х, 90-х годов                         |
| 16 | 105.1 FM | 0,2  | -   | Дорожное радио        | поп-музыка разных лет и городской романс            |
| 17 | 105.8 FM | 0,5  | +   | Русское радио         | русскоязычные хиты                                  |
| 18 | 106.4 FM | 0,5  | -   | Европа Плюс           | зарубежные хиты                                     |
| 19 | 106.8 FM | 0,1  | -   | Радио Вера            | христианское радио                                  |
| 20 | 107.5 FM | 0,1  | +   | Радио Sputnik в Крыму | информационно-разговорный                           |
| 21 | 107.9 FM | 0,1  | -   | Вести FM              | информационно-разговорный                           |

## В литературе и искусстве
В Ялте разворачиваются:

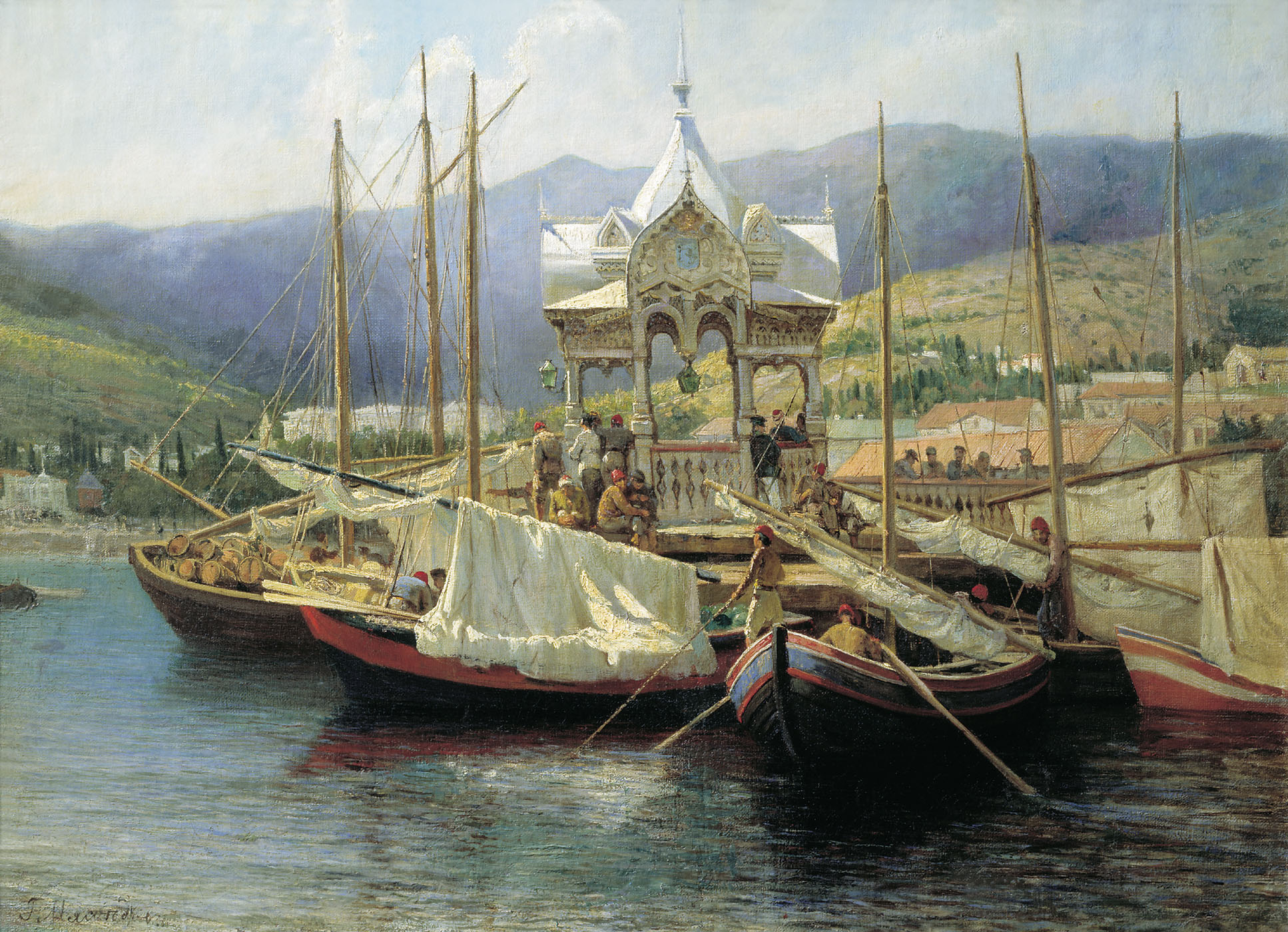
Картина Григория Мясоедова, «Пристань в Ялте», 1890 год.

- действие шуточной пьесы П. А. Вяземского «Встреча в Ялте» (1867 год);
- события рассказа А. П. Чехова «Дама с собачкой»;
- действие пьесы И. А. Бродского «Посвящается Ялте»;
- действие фильма Сергея Соловьёва «Асса»;
- действие части фильма «Экипаж»;
- действие почти всего современного сериала «Сваты 4»;
- действие повести Михаила Рощина «Бунин в Ялте»;
- события произведения Власа Дорошевича «Ялта»;
- события повести «Блюз осенней Ялты» Ирины Потаниной;
- часть действий романа «Русская красавица. Напоследок» Ирины Потаниной;
- часть события повести «Общество трезвости» русского и советского детского писателя И. Д. Василенко (1964 год);

а также:
- в Ялту из Москвы забрасывает Стёпу Лиходеева Воланд в последней редакции «Мастера и Маргариты»;
- Киса Воробьянинов и Остап Бендер оказываются в Ялте в поисках очередного стула «с бриллиантами» в романе И. Ильфа и Е. Петрова «Двенадцать стульев»;
- в Ялте (в Мисхоре) происходит действие произведения Александра Куприна «Белый пудель»;
- в Ялте снят видеоклип к песне «Звенит январская вьюга» из фильма «Иван Васильевич меняет профессию»;
- в Ялте основана культовая российская панк-рок группа «Красная плесень»;
- городу посвящено стихотворение И. А. Бродского «Зимним вечером в Ялте»[141].

В ялтинской киностудии проводились съёмки множества советских фильмов для имитации тропического климата либо богатой жизни. Для съёмок использовались дворцы ЮБК, Никитский ботанический сад, Демерджи, Долина привидений и другие места.

## Почётные граждане
C 15 июля 2011 года звание почётного гражданина Ялты может присваиваться только 1 раз в год одному человеку и исключительно на сессии, предшествующей Дню города Ялты.
На 2021 год почётными гражданами Ялты являлись 47 человек. В их числе:
- Ротару, София Михайловна (с 1996)[143] — певица, народная артистка СССР, Украинской ССР и Молдавской ССР, Герой Украины.
- Богатиков, Юрий Иосифович (с 1996)[143] — певец, народный артист СССР.
- Киркоров, Филипп Бедросович (с 2010)[143] — певец, композитор и продюсер, народный артист Российской Федерации[144].
- Кузьмин, Василий Михайлович (с 2004)[143] — участник Великой Отечественной войны, Герой Советского Союза
- Мазитов, Гали Ахметович (с 2004)[145] — участник Великой Отечественной войны, Герой Советского Союза.
- Пуговкин, Михаил Иванович (с 1996)[143] — актёр театра и кино, народный артист СССР.
- Рассадкин, Пётр Алексеевич (с 2004)[143] — полковник, Герой Советского Союза.
- Сеид-Абдул-Ахад-Хан — девятый бухарский эмир из узбекской династии мангытов, правивший в 1885—1910 годах.

## Города-побратимы
- Акапулько, Мексика[146]
- Анталья, Турция[147]
- Баден-Баден, Германия (2000)
- Батуми, Грузия (29 января 2008)[148]
- Владикавказ, Россия
- Галац, Румыния
- Ереван, Армения
- Калуга, Россия
- Латакия, Сирия
- Маргит, Великобритания
- Москва, Россия
- Ницца, Франция
- Поццуоли, Италия
- Пярну, Эстония
- Риека, Хорватия
- Родос, Греция
- Сальсомаджоре-Терме, Италия
- Санта-Барбара, США
- Санья, Китай
- Улан-Удэ, Россия
- Фудзисава, Япония
- Хайкоу, Китай
- Хачмаз, Азербайджан
- Шарм-эш-Шейх, Египет
- Эйлат, Израиль
- Южно-Сахалинск, Россия